# Liste de grimpeurs et d'alpinistes
La liste de grimpeurs et d'alpinistes est la liste des personnes notables pour leurs activités d'alpinisme, d'escalade (dont le bloc et l'escalade glaciaire).
| Nom                       | Prénom                             | Pays                   | Naissance    | Décès | Description | Illustration |
| ------------------------- | ---------------------------------- | ---------------------- | ------------ | ----- | --- | ------------ |
| Abalakov                  | Evgueni                            | Russie.                | 1907         | 1948  | Pic Ismail Samani (1933). |              |
| Abalakov                  | Vitali                             | Russie                 | 1906         | 1992  | Pic Lénine (1934), Khan Tengri (1936). |              |
| Ahluwalia (en)            | Hari Pal Singh                     | Inde                   | 1936         |       | Everest (1965). |              |
| Albert                    | Kurt                               | Allemagne              | 1954         | 2010  | Pionnier de l'escalade moderne libre. |              |
| Allain                    | Pierre                             | France                 | 1904         | 2000  | Pionnier de bloc à Fontainebleau. 1re ascension de la face N des Drus les 31 juillet et 1er août 1935, avec Raymond Leininger 1935 : 1re ascension directe de la face S de la Meije (Écrins) avec Raymond Leininger Inventeur, créateur (y compris de ses machines) et fabricant prolifique de matériel de montagne : chaussons d'escalade, vestes imperméables, sacs à dos, descendeur, 1ers mousquetons en zicral, etc., tous estampillés P.A. |              |
|                           |                                    |                        |              |       | |              |
| Almer                     | Christian                          | Suisse                 | 1826         | 1898  | Nombreuses premières ascensions notamment l'Eiger. |              |
| Aman (en)                 | Ashraf                             | Pakistan               | 1943         |       | Première ascension pakistanaise du K2. |              |
| Ament (en)                | Pat                                | États-Unis             | 1946         |       | Grimpeur et pionnier du bloc. |              |
| d'Angeville               | Henriette                          | France/Suisse          | 1794         | 1871  | Deuxième femme à gravir le mont Blanc. |              |
| Anker                     | Conrad                             | États-Unis             | 1963         |       | Découvre le corps de George Mallory sur l'Everest en 1999. |              |
| Anderegg                  | Jakob                              | Suisse                 | 1829         | 1878  | Nombreuses premières ascensions dans les Alpes notamment avec son cousin Melchior Anderegg. |              |
| Anderegg                  | Melchior                           | Suisse                 | 1827         | 1912  | Nombreuses premières ascensions, notamment des nouvelles voies sur le mont Blanc. |              |
| Aste (en)                 | Armando                            | Italie                 | 1926         |       | Grimpe dans les Dolomites et en Patagonie. Première ascension italienne de la face nord de l'Eiger. |              |
| Athans (en)               | Peter                              | États-Unis             | 1957         |       | Sept ascensions de l'Everest. |              |
| Aufschnaiter              | Peter                              | Autriche               | 1899         | 1973  | Alpiniste et compagnon de voyage de Heinrich Harrer (Sieben Jahre in Tibet. Mein Leben am Hofe des Dalai Lama). |              |
| Bachar                    | John                               | États-Unis             | 1957         | 2009  | Connu pour ses ascensions dans le parc national de Yosemite et ses escalades en solo intégral. |              |
| Baibanou                  | Bouchra                            | Maroc                  | 1970         |       | Première femme marocaine et nord-africaine à avoir gravi l'Everest, devançant de quelques heures une autre marocaine, Ghizlane Aakar |              |
| Baig                      | Samina                             | Pakistan               | 1990         |       | Première pakistanaise à avoir gravi l'Everest. |              |
| Ball                      | John                               | Irlande                | 1818         | 1889  | Naturaliste et grimpeur, auteur de guides sur les Alpes. Premier président de l'Alpine Club en 1857. |              |
| Balmat                    | Jacques                            | Savoie                 | 1762         | 1834  | Guide basé à Chamonix. Première ascension du mont Blanc en 1786. |              |
| Band                      | George                             | Royaume-Uni            | 1929         | 2011  | Participe à l'expédition de 1953 sur l'Everest, première ascension du Kangchenjunga en 1955. |              |
| Barber                    | Henry                              | États-Unis             | 1953         |       | Important grimpeur américain dans les années 1970. |              |
| Barbier                   | Claudio                            | Belgique               | 1938         | 1977  | Plusieurs premières ascensions dans les Dolomites |              |
| Barrard                   | Lilliane                           | France                 | 1949         | 1986  | Gasherbrum II en 1982, première ascension féminine du Nanga Parbat en 1984. Tuée avec son mari sur le K2 en 1986. |              |
| Barrard                   | Maurice                            | France                 | 1942         | 1986  | Gasherbrum II en 1982, Nanga Parbat en 1984. Tué avec sa femme sur le K2 en 1986. |              |
| Barrington                | Charles                            | Royaume-Uni            | 1834         | 1901  | Première ascension de l'Eiger en 1858. |              |
| Bass                      | Richard                            | États-Unis             | 1929         | 2015  | Homme d'affaires et alpiniste amateur. Premier à avoir réalisé les Sept sommets en 1985. |              |
| Batard                    | Marc                               | France                 | 1951         |       | Première ascension de l'Everest en solitaire et sans oxygène en 22 heures et 29 minutes en 1988. |              |
| Bates                     | Robert                             | États-Unis             | 1911         | 2007  | Première ascension du mont Lucania en 1937. Participe aux tentatives américaines sur le K2 de 1938 et de 1953. |              |
| Beaufoy                   | Mark                               | Royaume-Uni            | 1764         | 1827  | Quatrième ascension du mont Blanc en 1787. |              |
| Beckey                    | Fred                               | Allemagne/États-Unis   | 1923         |       | Beaucoup de premières ascensions aux États-Unis et au Canada. |              |
| Beetham                   | Bentley                            | Royaume-Uni            | 1886         | 1963  | Membre de l'expédition britannique à l'Everest de 1924; pionnier de l'escalade à Borrowdale. |              |
| Béghin                    | Pierre                             | France                 | 1951         | 1992  | Cinq 8 000 disparaît dans la descente de la face Sud de l'Annapurna après une tentative effectuée avec Jean-Christophe Lafaille. Ce dernier mettra cinq jours à redescendre seul avec un bras cassé. |              |
| Bell                      | George Irving                      | États-Unis             | 1926         | 2000  | Physicien, biologiste et alpiniste. Première ascension du Masherbrum en 1960. Sauvé sur le K2 en 1953. |              |
| Bell                      | Gertrude                           | Royaume-Uni            | 1868         | 1926  | Nombreuses ascensions dans les Alpes notamment. |              |
| Bereziartu                | Josune                             | Espagne                | 1972         |       | Grimpeuse. Première femme dans le neuvième degré. |              |
| Berhault                  | Patrick                            | France                 | 1957         | 2004  | Grimpeur de haut niveau, Alpiniste meurt dans sa tentative d'enchaîner les 82 sommets des Alpes de plus de 4 000 mètres d'altitude. |              |
| Berthod                   | Didier                             | Suisse                 | 1981         |       | Mis en avant dans First Ascent et dans Profession : guide de montagne. |              |
| Blanchard                 | Barry                              | Canada                 | 1959         |       | Guide de montagne. Première ascension dans la chaîne Saint-Élie. |              |
| Blanchard                 | Smoke                              | États-Unis             | 1915         | 1989  | Développe la zone de bloc de Buttermilk. |              |
| Blodig                    | Karl                               | Autriche               | 1859         | 1956  | Alpiniste, opticien et journaliste. Première ascension de tous les sommets des Alpes de plus de 4 000 mètres d'altitude. |              |
| Blum                      | Arlene                             | États-Unis             | 1945         |       | Première tentative féminine américaine de l'ascension de l'Everest. |              |
| Boardman                  | Peter                              | Royaume-Uni            | 1950         | 1982  | Everest 1975, Changabang Mur Ouest 1976, Kangchenjunga 1979. Meurt sur l'Everest avec Joe Tasker. |              |
| Boell                     | Jacques                            | France                 | 1908         |       | Membre du groupe de Bleau. Première de la face sud de l'aiguille Dibona. |              |
| Boileau de Castelnau      | Emmanuel                           | France                 | 1857         | 1923  | Première ascension de la Meije. |              |
| Boivin                    | Jean-Marc                          | France                 | 1951         | 1990  | Figure des ascensions et des descentes extrêmes. |              |
| Bonatti                   | Walter                             | Italie                 | 1930         | 2011  | Alpiniste et écrivain. Nouvelles voies en solo sur l'Aiguille du Dru et le Cervin. |              |
| Bonington                 | Chris                              | Royaume-Uni            | 1934         |       | Première ascension du pilier central Freney en 1961, de l'Annapurna II en 1960, du Nuptse en 1961, de la Tour central del Paine durant l'été austral 1962-1963. Ascension de l'Everest en 1985. |              |
| Bonney                    | Thomas George                      | Royaume-Uni            | 1833         | 1923  | Géologue et alpiniste. Président de l'Alpine Club. |              |
| Borthwick                 | Alastair                           | Royaume-Uni            | 1913         | 2003  | Grimpeur et auteur de Always a Little Further. |              |
| Boskoff                   | Christine                          | États-Unis             | 1967         | 2006  | 6 sommets de plus de 8 000 mètres d'altitude dont l'Everest deux fois. Meurt sur le mont Genyen. |              |
| Bouchard                  | Pierre                             | France                 | 1959         |       | Alpiniste reconnu pour ses ascensions rapides notamment celle du Tirich Mir en 1996. |              |
| Boukreev                  | Anatoli                            | Russie                 | 1958         | 1997  | Grimpe 7 sommets de plus de 8 000 mètres d'altitude sans bouteille d'oxygène. Meurt sur l'Annapurna en 1997. |              |
| Bouquet des Chaux         | Gaël                               | France                 |              |       | Nombreuses premières dans les Alpes et dans les Andes. |              |
| Bourdillon                | Tom                                | Royaume-Uni            | 1924         | 1956  | Reconnaissance de l'Everest en 1951, Cho Oyu en 1952, participe aux expéditions britanniques sur l'Everest en 1952 et 1953, sommet sud de l'Everest en 1953. |              |
| Bourgeois                 | Jean                               | Belgique               | 1938         |       | Premières dans les Dolomites, ascension du Nowshak dans l'Hindou Koush |              |
| Božić                     | Stipe                              | Croatie                | 1951         |       | A fait les Sept Sommets. Deuxième européen à escalader l'Everest deux fois. |              |
| Breashears                | David                              | États-Unis             | 1956         |       | A fait l'Everest deux fois. A réalisé le film IMAX Everest. |              |
| Brevoort                  | Meta                               | États-Unis             | 1825         | 1876  | Alpiniste de l'époque victorienne. Tante de William Auguste Coolidge. |              |
| Brice                     | Russel                             | Nouvelle-Zélande       | 1952         |       | Record pour l'ascension la plus rapide sans oxygène du Cho Oyu et de l'Ama Dablam. |              |
| Bridwell                  | Jim                                | États-Unis             | 1944         | 2018  | Première escalade en une journée du Nose d'El Capitan en 1975. |              |
| Browser                   | David                              | États-Unis             | 1912         | 2000  | Directeur exécutif du Sierra Club et de Yosemite climber. |              |
| Brown                     | Joe                                | Royaume-Uni            | 1930         |       | Grimpeur. Première ascension de la face ouest de l'Aiguille de Blaitière, Kangchenjunga (1955), Tour de Mustagh. |              |
| Brown                     | Katie                              | États-Unis             | 1981         |       | À l'âge de 14 ans gagne les X Games de 1995 et la coupe du monde Junior d'escalade. A écrit Girl on the Rocks: A Woman's Guide to Climbing with Strength, Grace and Courage. |              |
| Buridan                   | Jean                               | France                 | v. 1292      | 1358  | Grimpe le mont Ventoux pour la vue avant Pétrarque. |              |
| Buhl                      | Herman                             | Autriche               | 1924         | 1957  | Première ascension du Nanga Parbat (1953) et du Broad Peak (1957). Meurt sur le Chogolisa. |              |
| Burgener                  | Alexander                          | Suisse                 | 1845         | 1910  | Première ascension du Cervin, Zmuttgrat, Grands Charmoz, Aiguille du Grépon, Lenzspitze, Grand Dru. |              |
| Caldwell                  | Tommy                              | États-Unis             | 1978         |       | Escalade en libre le Nose d'El Capitan. |              |
| Cameron                   | Una                                | Royaume-Uni            | 1904         | 1987  | Ascensions dans les Alpes, le Caucase et en Afrique. |              |
| de Carbonnières           | Louis Ramond                       | France                 | 1755         | 1827  | Scientifique et pyrénéiste. |              |
| Carrigan                  | Kim                                | Australie              | 1958         |       | Figure de l'escalade des années 1980. |              |
| Castagna                  | Cristina                           | Italie                 | 1977         | 2009  | Première ascension italienne féminine du Makalu |              |
| Carsolio                  | Carlos                             | Mexique.               | 1962         |       | 14 sommets de plus de 8 000 mètres d'altitude entre 1985 et 1996. 3e alpiniste à avoir gravi les 14 sommets sans oxygène. A ouvert de nouvelles voies d'ascension |              |
| Cassin                    | Riccardo                           | Italie                 | 1909         | 2009  | Premières de la face nord de la Cima Ovest di Lavaredo en 1935, de la face nord du piz Badile en 1937, et de l'éperon Walker dans la face nord des Grandes Jorasses en 1938. |              |
| Cecchinel                 | Walter                             | France                 | 1946         |       | Guide de haute montagne, d'origine italienne. Auteur de très nombreuses premières hivernales dans le massif du Mont-Blanc. Pionnier du piolet-traction et a amélioré les crampons à pointes avant. Membre d'expéditions françaises dans l'Himalaya. |              |
| Chamoux                   | Benoît                             | France                 | 1961         | 1995  | Dix des quatorze sommets du monde dépassant 8 000 mètres d'altitude. Mort pendant l'ascension du Kangchenjunga. |              |
| Chapoutot                 | Pierre                             | France                 | 1939         | 2006  | Nombreuses ouvertures notamment dans les Écrins. |              |
| Charlet                   | Armand                             | France                 | 1900         | 1975  | Beaucoup de premières ascensions dans le massif du Mont-Blanc. |              |
| Charlet-Straton           | Isabella                           | Royaume-Uni            | 1838         | 1918  | Premières ascensions dans les Alpes. Première hivernale du mont Blanc en 1876. |              |
| Chaya                     | Maxime                             | Liban                  | 1961         |       | Everest (2006), Sept Sommets and Three Poles Challenge. |              |
| Chlumska                  | Renata                             | Suède                  | 1973         |       | Première ascension féminine suédoise de l'Everest en 1999. |              |
| Chouinard                 | Yvon                               | États-Unis             | 1938         |       | Pionnier dans l'escalade dans le Yosemite. Fondateur de Chouinard Equipment et de Patagonia. |              |
| Clarke                    | John                               | Canada                 | 1945         | 2003  | Explorateur et éducateur sur la vie sauvage. Plus de 600 premières ascensions dans la chaîne Côtière en Colombie-Britannique. |              |
| Clevenger                 | Vern                               | États-Unis             | 1955         |       | Première ascension du Cholatse en 1982. Nombreuses premières ascensions dans la Sierra Nevada. |              |
| Clough                    | Ian                                | Royaume-Uni            | 1939         | 1970  | Première ascension de l'Am Buachaille en 1968. Première ascension britannique de la face nord de l'Eiger en 1962. Meurt dans l'Annapurna. |              |
| Clyde                     | Norman                             | États-Unis             | 1886         | 1972  | Pionnier de la Sierra Nevada. |              |
| Coaz                      | Johann                             | Suisse                 | 1822         | 1918  | Première ascension du Piz Bernina. |              |
| Collie                    | John Norman                        | Royaume-Uni            | 1859         | 1942  | Première ascension du Tower Ridge au Ben Nevis. Expédition au Nanga Parbat en 1895. |              |
| Comici                    | Emilio                             | Italie                 | 1901         | 1940  | D'abord spéléologue de haut niveau, devient à partir de 1929 un grimpeur exceptionnel dans les Dolomites, adepte des "directissimes" très souvent des premières. A créé la première école d'alpinisme des Dolomites. Se tue lors d'un rappel |              |
| Compagnoni                | Achille                            | Italie                 | 1914         | 2009  | Première ascension du K2 en 1954 avec Lino Lacedelli. |              |
| Contamine                 | André                              | France                 | 1919         | 1985  | Nombreuses premières dans les Alpes |              |
| Conway                    | William Martin                     | Royaume-Uni            | 1856         | 1937  | Explorateur (Karakoram, Spitzberg, Andes & Alpes). |              |
| Cordier                   | Henri                              | France                 | 1856         | 1877  | Réalisation avec ses guides de premières importantes dans le massif du Mont-Blanc et dans les Alpes du Dauphiné, a donné son nom au couloir Cordier à l'aiguille Verte et au Pic de Neige Cordier. |              |
| Cordier                   | Patrick                            | France                 | 1946         | 1996  | Première ascension de la directe française sur le Troll Wall en Norvège en 1967. Ascension en solo du Nose sur El Capitan en 1973. Premières ascensions dans le massif du Mont-Blanc. |              |
| Cool                      | Kenton                             | Royaume-Uni            | 1973         |       | Dix fois le sommet de l'Everest. |              |
| Coolidge                  | William August                     | États-Unis             | 1850         | 1926  | 1700 expéditions dans les Alpes. |              |
| Corax                     | Janne                              | Suède                  | 1967         |       | Aventurier et grimpeur. |              |
| Cousin                    | Christian                          | France                 | 1957         |       | Hivernale Cima Presanella (Dolomites) |              |
| Couzy                     | Jean                               | France                 | 1955         |       | Première ascension du Makalu avec Lionel Terray. |              |
| Creamer                   | Lucy                               | Royaume-Uni            | 1971         |       | Championne d'escalade britannique. |              |
| Crowley                   | Aleister                           | Royaume-Uni            | 1875         | 1947  | Occultiste, écrivain et grimpeur. Dirige des expéditions au K2 et au Kangchenjunga. |              |
| Croz                      | Michel                             | France                 | 1830         | 1865  | Nombreuses premières ascensions. Meurt dans la descente de la première ascension du Cervin. |              |
| Cunningham                | John                               | Royaume-Uni            | 1927         | 1980  | Pionnier de nouvelles techniques d'escalade glaciaire. |              |
| Czerwińska                | Anna                               | Pologne                | 1949         |       | Ascension de l'Everest par la femme la plus âgée (50 ans à ce moment), première polonaise à réaliser les Sept Sommets. |              |
| Darbellay                 | Michel                             | Suisse                 | 1934         |       | Première ascension en solitaire de la face nord de l'Eiger. |              |
| Daudet                    | Lionel                             | France                 | 1968         |       | Première traversée du mont Ross en 2006. |              |
| Davis                     | Steph                              | États-Unis             | 1973         |       | Deuxième femme à escalader El Capitan en une journée. |              |
| Dawes                     | Johnny                             | Royaume-Uni            | 1964         |       | Escalade. Introduit deux niveaux supplémentaires dans le système britannique de cotation |              |
| Delgado                   | José Antonio                       | Venezuela              | 1965         | 2006  | Cinq sommets de plus de 8 000 mètres d'altitude entre 1994 et 2006. Meurt sur le Nanga Parbat. |              |
| de Grunne                 | Xavier                             | Belgique               | 1894         | 1944  | Pionnier de l'escalade en Belgique. Ascension du Pic Marguerite (mont Stanley) et du Kraepelin au Ruwenzori |              |
| de Saxe- Cobourg et Gotha | Albert Ier                         | Belgique               | 1875         | 1934  | Pionnier de l'escalade en Belgique. Ascensions dans les Dolomites et dans le massif du Mont-Blanc. Décédé en faisant de l'escalade |              |
| de Saxe- Cobourg et Gotha | Léopold III                        | Belgique               | 1901         | 1983  | Pionnier de l'escalade en Belgique. Ascensions dans les Dolomites et dans le massif du Mont-Blanc |              |
| Dent                      | Clinton Thomas                     | Royaume-Uni            | 1850         | 1912  | Caucase, Alpes, première ascension du Lenzspitze en 1870, Aiguille du Dru en 1878. |              |
| Destivelle                | Catherine                          | France                 | 1960         |       | Première femme réalisant en solo la face nord de l'Eiger en hivernal. |              |
| Desio                     | Ardito                             | Italie                 | 1897         | 2001  | Géologue et alpiniste. Dirige la première expédition pour l'ascension du K2 en 1954. |              |
| Desmaison                 | René                               | France                 | 1930         | 2007  | Nombreuses premières ascensions de grande difficulté dans les Alpes, l'Himalaya et les Andes. Alpiniste très médiatisé, il est impliqué dans plusieurs polémiques. |              |
| Devies                    | Lucien                             | France                 | 1910         | 1980  | Président du Groupe de haute montagne, président Fédération française de la montagne, organisateur de l'expédition française à l'Annapurna de 1950. Compagnon de cordée de Giusto Gervasutti lors de leurs premières dans le massif des Écrins.\| |              |
| Devouassoud               | François                           | France                 | 1831         | 1905  | Alpiniste et guide de haute montagne qui a réalisé de nombreuses premières en compagnie de Douglas William Freshfield. |              |
| Diemberger                | Kurt                               | Autriche               | 1932         |       | Guide de haute montagne. Un des deux seuls alpinistes à avoir réalisé 2 premières ascensions de 8 000 m : le Broad Peak en 1957 et le Dhaulagiri en 1960. Compagnon de Hermann Buhl au Chogolisa en 1957. Grimpe le K2 durant le désastre sur le K2 de 1986. Cinéaste de la 1re ascension française de l'Everest en 1978. |              |
| Doseth                    | Hans Christian                     | Norvège                | 1958         | 1984  | Escalade la face est de la grande tour de Trango en 1984. Meurt durant la descente. |              |
| Douglas                   | Francis                            | Écosse                 | 1847         | 1865  | Meurt dans la descente de la première ascension du Cervin. |              |
| Dülfer                    | Hans                               | Allemagne              | 1892         | 1915  | Grimpeur mort durant la Première Guerre mondiale. |              |
| Durrani                   | Hayatullah Khan                    | Pakistan               | 1962         |       | Alpiniste et grimpeur. |              |
| Dyhrenfurth               | Günter                             | Allemagne/Suisse       | 1886         | 1975  | Explorateur dans l'Himalaya. Dirige des expéditions allemandes sur le Kangchenjunga en 1930 et 1931. |              |
| Eccles                    | James                              | Royaume-Uni            | 1838         | 1915  | Premières ascensions dans le massif du Mont-Blanc. |              |
| Eckenstein                | Oscar                              | Royaume-Uni            | 1859         | 1921  | Alpiniste, grimpeur et pratiquant de bloc. |              |
| Erbesfield-Raboutou       | Robyn                              | États-Unis             | 1967         |       | 4 fois championne du monde d'escalade. |              |
| Erőss                     | Zsolt                              | Hongrie                | 1968         |       | Neuf sommets de plus de 8 000 mètres d'altitude, une, le Lhotse, avec une prothèse de jambe en 2011. |              |
| Ershler                   | Susan                              | États-Unis             | 1956         |       | Avec Phil Ershler, premier couple marié à réussir les Sept Sommets ensemble. |              |
| Esfandyari                | Leila                              | Iran                   | 1970         | 2011  | Première femme iranienne à escalader le Nanga Parbat et le K2 ; meurt sur le Gasherbrum II. |              |
| Esmark                    | Jens                               | Norvège                | 1763         | 1839  | Première ascension du Snøhetta en 1798 et du Gaustatoppen. Dirige la première expédition vers le Bitihorn. |              |
| Estcourt                  | Nick                               | Royaume-Uni            | 1942         | 1978  | Meurt sur le K2 tué par une avalanche. |              |
| Evans                     | Charles                            | Royaume-Uni            | 1918         | 1995  | Alpes, Pays de Galles, dirige la première expédition sur Kangchenjunga. |              |
| Ewbank                    | John                               | Australie              | 1948         |       | Pionnier de l'escalade en Australie. Invente Le système de cotation australien. |              |
| du Faur                   | Freda                              | Australie              | 1882         | 1935  | Première ascension féminine du mont Cook. |              |
| Fawcett                   | Ron                                | Royaume-Uni            | 1955         |       | Un des premiers grimpeurs professionnels. |              |
| Fear                      | Sue                                | Australie              | 1963         | 2006  | Cinq sommets de plus de 8 000 mètres d'altitude ; meurt dans une chute de crevasse sur le Manaslu. |              |
| February                  | Edmund                             | Afrique du Sud.        |              |       | Ouvre plus de 500 voies en Afrique. |              |
| Fehrmann                  | Rudolf                             | Allemagne              | 1886         | 1947  | Pionnier de l'escalade dans le Elbsandsteingebirge. |              |
| Field                     | Darby                              | Irlande                | 1610         | 1649  | Premier européen à gravir le mont Washington en 1642. |              |
| Finch                     | George Ingle                       | Australie              | 1888         | 1970  | Atteint 8 300 m en 1922 sur l'Everest ; Face nord de la Dent d'Hérens. |              |
| Fischer                   | Scott                              | États-Unis             | 1955         | 1996  | Lhotse en 1990, K2 en 1992, Everest en 1994 ; Meurt dans le désastre sur l'Everest en 1996. |              |
| Florine                   | Hans                               | États-Unis             | 1964         |       | Escalade de vitesse. Grimpe le Nose sur El Capitan en 2012 en 2 h 36 min 45 s. |              |
| Forbes                    | James David                        | Royaume-Uni            | 1809         | 1868  | Première ascension britannique du Jungfrau. |              |
| Fourastier                | Maurice                            | France                 | 1901         | 1961  | Instituteur, auteur de nombreuses premières dans le massif des Écrins. Grandes courses très difficiles aussi bien glaciaires que de rocher, surtout en faces N. Durant l'entre-deux guerres formera des cordées célèbres de l'alpinisme français : avec le guide Casimir Rodier, puis Henry Le Breton et Alexandre Manhès, et aussi Andéol Madier de Champvermeil.                                                                               |              |
| Fowler                    | Charlie                            | Royaume-Uni            | 1954         | 2006  | escalade en solo intégral, escalade et alpinisme de haute-altitude. |              |
| Fowler                    | Mick                               | Royaume-Uni            | 1956         |       | Explorateur et alpiniste, il a reçu le Piolet d'Or en 2003. |              |
| Freshfield                | Douglas                            | Royaume-Uni            | 1845         | 1934  | Alpes, Écosse, Himalaya, Pyrénées. |              |
| Frost                     | Tom                                | États-Unis             | 1936         |       | Escalade, première ascension de big walls dans le Yosemite. |              |
| Fuzhou                    | Wang                               | Chine                  | 1935         |       | Première ascension de l'Everest par la face nord, première ascension du Shishapangma. |              |
| Gabarrou                  | Patrick                            | France                 | 1951         |       | Premières ascensions dans le massif du Mont-Blanc. |              |
| Gadd                      | Will                               | Canada                 | 1967         |       | Voies difficile en mixte dont le premier M12. |              |
| Gammelgaard               | Lene                               | Danemark               | 1961         |       | Auteur de Climbing High. Première ascension féminine scandinave de l'Everest. |              |
| Garcia                    | João                               | Portugal               | 1967         |       | Premier portugais à escalader l'Everest et dixième alpiniste à grimper tous les sommets de plus de 8 000 mètres d'altitude (1993–2010). |              |
| Gaspard                   | Pierre                             | France                 | 1834         | 1915  | Première ascension de La Meije avec son fils et Emmanuel Boileau de Castelnau. |              |
| Garibotti                 | Rolando                            | Argentine/États-Unis   | 1971         |       | Fitz Roy, traversée du Cerro Torre. |              |
| Gelu                      | Lakpa                              | Nepal                  | 1967         |       | 12 ascensions de l'Everest. |              |
| Germer                    | Lester                             | États-Unis             | 1896         | 1971  | Physicien, pilote de combat durant la deuxième guerre mondiale et grimpeur. |              |
| Gervasutti                | Giusto                             | Italie                 | 1909         | 1946  | Guide italien historique, auteur de nombreuses premières dans le massif du Mont-Blanc, des Écrins (avec Lucien Devies). Se tue au mont Blanc du Tacul. |              |
| Gessner                   | Conrad                             | Suisse                 | 1516         | 1565  | Naturaliste et alpiniste. |              |
| Ghirardini                | Ivano                              | France                 | 1953         |       | Première trilogie hivernale solitaire Jorasses/Cervin/Eiger sans assistance. |              |
| Gill                      | John                               | États-Unis             | 1937         |       | Père du bloc moderne. Introduit la magnésie et les mouvements modernes dans les années 1950. |              |
| Glowacz                   | Stefan                             | Allemagne              | 1965         |       | Grimpeur professionnel. |              |
| Goodwin                   | Dan                                | États-Unis             | 1955         |       | Escalade le World Trade Center, la Willis Tower, le 875 North Michigan Avenue et la tour CN. |              |
| Graham                    | Dave                               | États-Unis             | 1981         |       | Grimpeur et pratiquant de bloc. |              |
| Granheim                  | Tormod                             | Norvège                | 1974         |       | Grimpeur et skieur extrême. Première descente à ski de la face nord de l'Everest en 2006. |              |
| Graftiaux                 | Chloé                              | Belgique               | 1987         | 2010  | Escalade sportive et alpinisme. |              |
| Green                     | William Spotswood                  | Royaume-Uni            | 1847         | 1919  | Tentative sur le mont Cook en Nouvelle-Zélande. |              |
| Grohmann                  | Paul                               | Autriche               | 1838         | 1908  | De nombreuses premières ascensions au dix-neuvième siècle. |              |
| Groom                     | Michael                            | Australie              | 1959         |       | Ascensions du Lhotse, du Kangchenjunga, du K2 et de l'Everest sans bouteille d'oxygène. |              |
| Grylls                    | Edward Michael                     | Royaume-Uni            | 1974         |       | En 1998, à l'âge de 23 ans, il est le plus jeune britannique à atteindre le sommet de l'Everest. |              |
| Güllich                   | Wolfgang                           | Allemagne              | 1960         | 1992  | Pratiquant de bloc et d'escalade. Premier 9a - Action directe (1991). |              |
| Guthrie                   | Jesse                              | États-Unis             | 1958         |       | Un des pionniers de l'escalade sportive aux États-Unis. |              |
| Güssfeldt                 | Paul                               | Allemagne              | 1840         | 1920  | Première ascension de l'arête principale de l'aiguille Blanche de Peuterey et Piz Scerscen. Première tentative européenne sur l'Aconcagua en 1883. |              |
| Gustafsson                | Veikka                             | Finlande               | 1968         |       | Tous sommets de plus de 8 000 mètres d'altitude entre 1993 et 2009. |              |
| Habeler                   | Peter                              | Autriche               | 1942         |       | Première ascension de l'Everest sans bouteille d'oxygène en 1978 avec Reinhold Messner. |              |
| Hadow                     | Douglas Robert                     | Royaume-Uni            | 1846         | 1865  | Meurt durant la première ascension du Cervin (1865). |              |
| Hahn                      | Dave                               | États-Unis             | 1961         |       | 11 ascensions de l'Everest, 26 dans le massif Vinson, 19 du mont McKinley. |              |
| Hall                      | Lincoln                            | Australie              | 1956         |       | Sauvé à 8 700 m durant sa descente de l'Everest en 2006. |              |
| Hall                      | Rob                                | Nouvelle-Zélande       | 1960         | 1996  | Sept Sommets en sept mois. Meurt durant le désastre sur l'Everest de 1996. |              |
| Harding                   | Peter                              | Royaume-Uni            | 1924         | 2007  | Grimpeur des années 1940. |              |
| Harding                   | Warren                             | États-Unis             | 1924         | 2002  | Première ascension de El Capitan. |              |
| Hargreaves                | Alison                             | Royaume-Uni            | 1963         | 1995  | Première ascension féminine sans assistance de l'Everest en 1995, meurt dans la descente du K2. |              |
| Harlin                    | John                               | États-Unis             | 1934         | 1966  | Pionnier de la voie directe. Meurt dans la face nord de l'Eiger. |              |
| Harrer                    | Heinrich                           | Autriche               | 1912         | 2006  | Première ascension de la face nord de l'Eiger en 1938 et du Puncak Jaya en 1962. Auteur de Sieben Jahre in Tibet. Mein Leben am Hofe des Dalai Lama. |              |
| Harrison                  | Ginette                            | Royaume-Uni            | 1958         | 1999  | Sept Sommets. Première ascension féminine au Kangchenjunga en 1998. Morte sur le Dhaulagiri. |              |
| Haston                    | Douglas                            | Royaume-Uni            | 1940         | 1977  | Première ascension de la face sud de l'Annapurna en 1970. Mort dans une avalanche près de Leysin. |              |
| Hawkins-Whitshed          | Elizabeth                          | Royaume-Uni            | 1860         | 1934  | Pionnière de l'alpinisme. Photographe de montagne et Auteur. |              |
| Heckmair                  | Anderl                             | Allemagne              | 1906         | 2005  | Première ascension avec Ludwig Vörg, Heinrich Harrer et Fritz Kasparek de la face nord de l'Eiger en 1938 |              |
| Hemming                   | Gary                               | États-Unis             | 1934         | 1969  | Première ascension de la face sud de l'Aiguille du Fou. |              |
| Herford                   | Siegfried                          | Royaume-Uni            | 1891         | 1914  | Première ascension du Scafell en 1914. |              |
| Herzog                    | Maurice                            | France                 | 1919         | 2012  | Dirigea l'expédition de 1950 sur l'Annapurna. Première ascension d'un des sommets de plus de 8 000 mètres d'altitude. |              |
| Higgins                   | Tom                                | États-Unis             | 1944         |       | Beaucoup de premières ascensions, principalement dans l'ouest américain. |              |
| Hill                      | Lynn                               | États-Unis             | 1961         |       | Première ascension en libre de The Nose sur El Capitan en 1993. |              |
| Hillary                   | Edmund                             | Nouvelle-Zélande       | 1919         | 2008  | Première ascension de l'Everest (1953) avec Tensing Norgay. |              |
| Hinkes                    | Alan                               | Royaume-Uni            | 1954         |       | Premier Britannique à réaliser l'ascension de tous les sommets de plus de 8 000 mètres d'altitude (affirmation controversée). |              |
| Hinterstoisser            | Andreas                            | Allemagne              | 1914         | 1936  | Tente l'ascension de la face nord de l'Eiger en 1936 avec Toni Kurz. Ils meurent durant leur retraite. |              |
| Hirayama                  | Yuji                               | Japon                  | 1969         |       | Champion du monde d'escalade en 1998, 2000. | framless     |
| Hoey                      | Marty                              | États-Unis             | 1951         | 1982  | Meurt sur l'Everest. |              |
| Hoffmann                  | Charles F.                         | États-Unis             | 1838         | 1913  | Alpiniste. Plusieurs premières ascensions dans la Sierra Nevada. |              |
| Holloway                  | Jim                                | États-Unis             | 1954         |       | Probablement le premier à avoir atteint V11+ en bloc. |              |
| Honnold                   | Alex                               | États-Unis             | 1985         |       | Solo de la face nord-ouest du Half Dome en 2008 et de Moonlight Buttress in Parc national de Zion en 2008. |              |
| Hornbein                  | Tom                                | États-Unis             | 1930         |       | Première ascension de l'arête ouest de l'Everest en 1963. |              |
| House                     | Steve                              | États-Unis             | 1970         |       | Ascension en solo du K7 en 2004. Première ascension de la face Rupal sur le Nanga Parbat en 2005. |              |
| Houston                   | Charles                            | États-Unis             | 1913         |       | Première ascension de Mount Foraker (1934), attempts on K2 in (1938), (1953). |              |
| Huber                     | Alexander                          | Allemagne              | 1968         |       | Ascension en libre dans le Yosemite, record de vitesse pour El Capitan. |              |
| Huber                     | Thomas                             | Allemagne              | 1966         |       | Ascension en libre dans le Yosemite, record de vitesse pour El Capitan. |              |
| Hudson                    | Charles                            | Royaume-Uni            | 1828         | 1865  | Première ascension du mont Rose en 1855, et du Cervin en 1865. Meurt dans la descente du Cervin. |              |
| Humar                     | Tomaž                              | Slovénie               | 1969         | 2009  | Piolet d'Or en 1996 pour une nouvelle route sur Ama Dablam. Mur sud du Dhaulagiri en solo. |              |
| von Humboldt              | Alexander                          | Allemagne              | 1769         | 1859  | Chimborazo. |              |
| John Hunt                 | John                               | Royaume-Uni            | 1910         | 1998  | Leader de l'expédition de 1953 sur l'Everest. |              |
| Ichac                     | Marcel                             | France                 | 1906         | 1994  | Filme la première expédition dans l'Himalaya en 1936 sur le Karakoram et la seconde sur l'Annapurna en 1950. |              |
| Inderbinen                | Ulrich                             | Suisse                 | 1900         | 2004  | 371 ascensions du Cervin, la dernière à 90 ans. |              |
| Inoxtag                   |                                    | France                 | 2002         |       | Vidéaste ayant gravi l’Everest sans avoir pratiqué l'apinisme jusqu'à un an avant son ascension. |              |
| Iñurrategi                | Alberto                            | Espagne                | 1968         |       | Plus jeune à réaliser les sommets de plus de 8 000 mètres d'altitude (33 ans) et quatrième à le réaliser sans bouteille d'oxygène. |              |
| Irvine                    | Andrew                             | Royaume-Uni            | 1902         | 1924  | Meurt sur l'Everest avec George Mallory en 1924. |              |
| Irving                    | Robert Lock Graham                 | Royaume-Uni            | 1877         | 1969  | Alpiniste et Auteur. |              |
| Jackson                   | John                               | Royaume-Uni            | 1921         | 2005  | Première ascension de la route de Jackson. |              |
| Jaeger                    | Nicolas                            | France                 | 1946         | 1980  | Guide et spécialiste en médecine sportive. Un des premiers français au sommet de l'Everest en 1978. Une centaine d'ascensions en solitaire dans le massif du Mont-Blanc dont une quinzaine de « premières solitaires ». Disparaît dans la face S du Lhotsé en avril 1980. |              |
| Janin                     | Christine                          | France                 | 1957         |       | Première française à plus de 8 000 m sans oxygène |              |
| Jayal                     | Narendra Dhar a.k.a. 'Nandu' Jayal | Inde                   |              | 1958  | Premier directeur de l'Institut d'alpinisme de l'Himalaya. |              |
| Joos                      | Norbert                            | Suisse                 | 1960         |       | 13 des 14 sommets de plus de 8 000 mètres d'altitude. |              |
| Kain                      | Conrad                             | Autriche/Canada.       | 1883         | 1934  | Plus de 50 premières ascensions dans les rocheuses canadiennes notamment le mont Robson. |              |
| Kaltenbrunner             | Gerlinde                           | Autriche               | 1970         |       | Première femme à gravir les 14 sommets de plus de 8 000 mètres d'altitude sans bouteille d'oxygène. |              |
| Kammerlander              | Hans                               | Italie                 | 1956         |       | Partenaire de Reinhold Messner. Avec lui, il enchaîne la traversée des 2 Gasherbrum en 1984, l'Annapurna et le Dhaulagiri en 1985 et le Lhotse et le Makalu en 1986. |              |
| Kapadia                   | Harish                             | Inde                   | 1945         |       | Un des himalayistes les plus distingués. |              |
| Kamps                     | Bob                                | États-Unis             | 1931         | 2005  | Pionnier de l'âge d'or de l'escalade dans le Yosemite. Voies en 5.10 et 5.11 en Amérique. |              |
| Kasparek                  | Fritz                              | Autriche               | 1910         | 1954  | Première ascension de la face nord de l'Eiger. |              |
| Kauk                      | Ron                                | États-Unis             | 1957         |       | Grimpeur. Beaucoup de premières ascensions dans le Yosemite. Cascade pour des films d'escalade à Hollywood. |              |
| Kedrowski                 | Jon                                | États-Unis             | 1979         |       | Premier homme à camper sur tous les sommets de plus de 14 000 pieds soit 4 267 m du Colorado. L'Everest en 2012. |              |
| Keen                      | Dora                               | États-Unis             | 1871         | 1963  | 8 ascension de sommets importants dans les Alpes. Membre de la Royal Geographical Society en 1914. |              |
| Kelly                     | Pat                                | Royaume-Uni            | 1873         | 1922  | Grimpeuse et fondatrice du Pinnacle Club. |              |
| Kennedy                   | Edward Shirley                     | Royaume-Uni            | 1817         | 1898  | Première ascension du monte Disgrazia et du mont Blanc du Tacul. |              |
| Khumalo                   | Saray Khumalo                      | Afrique du Sud         |              |       | Première femme noire à avoir conquis l'Everest. |              |
| King                      | Clarence                           | États-Unis             | 1842         | 1901  | Géologiste et alpiniste, premier directeur de l'USGS, première ascension du mont Tyndall. |              |
| Kirkpatrick               | Andrew                             | Royaume-Uni            | 1971         |       | Escalade sur rocher et sur glace. |              |
| Kirkus                    | Colin                              | Royaume-Uni            | 1910         | 1942  | Grimpeur et alpiniste. |              |
| Klucker                   | Christian                          | Suisse                 | 1853         | 1928  | Guide, nombreuses premières ascensions dans la chaîne de la Bernina. |              |
| Knubel                    | Joseph                             | Suisse                 | 1881         | 1961  | Guide de haute montagne. Nombreuses premières avec Geoffrey Winthrop Young. |              |
| Kohli                     | Mohan Singh                        | Inde                   | 1931         |       | Leader de l'expédition indienne sur l'Everest en 1965. |              |
| Kor                       | Layton                             | États-Unis             | 1938         |       | Grimpeur et alpiniste. Auteur de Beyond the Vertical. |              |
| Koyamada                  | Dai                                | Japon                  | 1976         |       | Pratiquant d'escalade et de bloc. |              |
| Krakauer                  | Jon                                | États-Unis             | 1954         |       | Auteur et alpiniste. L'Everest en 1996. Il a écrit : Eiger Dreams, Into The Wild et Into Thin Air. |              |
| Kraus                     | Hans                               | Autriche               | 1905         | 1995  | Pionnier de l'escalade et un des pères de la médecine sportive. |              |
| Kropp                     | Göran                              | Suède                  | 1966         | 2002  | Il a fait l'aller-retour à vélo depuis la Suède pour faire une ascension en solo de l'Everest sans bouteille d'oxygène en 1996. |              |
| Kugy                      | Julius                             | Autriche-Slovénie.     | 1854         | 1944  | Considéré comme le père de l'alpinisme moderne dans les Alpes juliennes. |              |
| Kukuczka                  | Jerzy                              | Pologne                | 1948         | 1989  | Deuxième personne à escalader tous les sommets de plus de 8 000 mètres d'altitude de 1979 à 1987, dont 4 sommets en période hivernale. |              |
| Kurtyka                   | Wojciech                           | Pologne                | 1947         |       | Pionnier du style alpin en haute montagne. |              |
| Kurz                      | Toni                               | Allemagne              | 1913         | 1936  | Tentative dans la face nord de l'Eiger en 1936. Meurt durant la retraite. |              |
| Lăcătușu                  | Constantin                         | Roumanie               | 1961         |       | Constantin Lăcătușu (ro) |              |
| Lachenal                  | Louis                              | France                 | 1921         | 1955  | Première ascension de l'Annapurna en 1950 avec Maurice Herzog. Meurt à ski à Chamonix. |              |
| Lafaille                  | Jean-Christophe                    | France                 | 1965         | 2006  | 11 sommets de plus de 8 000 mètres d'altitude sans bouteille d'oxygène. Meurt sur le Makalu. |              |
| Lambert                   | Raymond                            | Suisse                 | 1914         | 1997  | Atteint 8 611 m, plus haute altitude à cette époque avec l'expédition suisse de 1952 sur l'Everest. |              |
| Lammer                    | Eugen Guido                        | Autriche               | 1863         | 1945  | Pionnier de l'alpinisme sans guide et en solo. |              |
| Larson                    | Samantha                           | États-Unis             | 1988         |       | Plus jeune personne à faire les Sept Sommets à l'âge de 18 ans, en 2007. |              |
| Lavaud                    | Sophie                             | Suisse, France, Canada | 1968         |       | Première suisse à faire huit sommets de 8 000 m en 2018 Himalayiste. |              |
| Ling                      | Philip                             | Australie              |              |       | Connu pour avoir réalisé un sauvetage de deux sherpas blessés sur le mont Pumori à 7 167 m au Népal. |              |
| Livanos                   | Georges                            | France                 | 1923         | 2004  | 500 premières ascensions dans les Calanques de Marseille, 40 sur les Dolomites, 20 dans les Alpes occidentales |              |
| Livesey                   | Pete                               | Royaume-Uni            | 1943         | 1998  | Grimpeur célèbre des années 1970. |              |
| Lochmatter                | Franz                              | Suisse                 | 1878         | 1933  | Premières dans les Alpes avec Valentine J.E. Ryan. |              |
| Long                      | John                               | États-Unis             | 1953         |       | Grimpeur et écrivain. Auteur de la série des How to Rock Climb. |              |
| Loretan                   | Erhard                             | Suisse                 | 1959         | 2011  | 3e homme à gravir 14 sommets de plus de 8 000 mètres d'altitude (1982–1995) en style alpin et sans oxygène. |              |
| Lowe                      | Alex                               | États-Unis             | 1958         | 1999  | Great Trango Tower, Rakekniven en Antarctique et Sail Peak sur la terre de Baffin. Meurt sur le Shishapangma. |              |
| Luchsinger                | Fritz                              | Suisse                 | 1921         | 1983  | Première ascension de Lhotse en 1956. |              |
| Macartney-Snape           | Tim                                | Australie              | 1956         |       | Everest en 1984. Premier à gravir l'Everest depuis le niveau de la mer en 1990. |              |
| MacLeod                   | Dave                               | Écosse                 | 1978         |       | Grimpe le premier E11. |              |
| Mallory                   | George                             | Royaume-Uni            | 1886         | 1924  | Participe à 3 expéditions britanniques autour de l'Everest en 1921, 1922 et 1924. Meurt en 1924 à plus de 8 150 m. |              |
| Marvingt                  | Marie                              | France                 | 1875         | 1963  | Première femme à gravir les principaux sommets français et suisses des Alpes de 1903 à 1907. |              |
| Martini                   | Sergio                             | Italie                 | 1949         |       | Septième ascension de tous les sommets de plus de 8 000 mètres d'altitude entre 1983 et 2000. |              |
| Mathews                   | Williams                           | Royaume-Uni            | 1828         | 1901  | Fondateur de l'Alpine Club. Première ascension du mont Viso et de la Grande Casse. |              |
| Mauduit                   | Chantal                            | France                 | 1964         | 1998  | Six sommets de plus de 8 000 mètres d'altitude sans bouteille d'oxygène. Meurt sur le Dhaulagiri. |              |
| Maviş                     | Eylem Elif                         | Turquie                | 1973         |       | Première turque au sommet de l'Everest en 2006. |              |
| Mazeaud                   | Pierre                             | France                 | 1929         |       | Juriste et homme politique. Partenaire de Walter Bonatti et René Desmaison. Première ascension française de l'Everest en 1978. Drame du Pilier Central du Frêney en juillet 1961. |              |
| Mazur                     | Daniel                             | États-Unis             | 1960         |       | Nombreuses ascensions en Himalaya et en Amérique. |              |
| McClure                   | Steve                              | Royaume-Uni            | 1970         |       | Grimpeur. |              |
| McDuffie                  | Duncan                             | États-Unis             | 1877         | 1951  | Des sommets dans la Sierra Nevada. |              |
| McGowan                   | Richard "Dick"                     | États-Unis             | 1933         | 2007  | Première ascension américaine avec succès de l'Everest en 1955. |              |
| McNeely                   | Ammon                              | États-Unis             | 1970         |       | Records de vitesse dans El Capitan au Yosemite et dans les big walls dans le parc national de Zion. |              |
| Negrete                   | Vitor                              | Brésil                 | 1967         | 2006  | Premier Brésilien mort à l'Everest |              |
| Meroi                     | Nives                              | Italie                 | 1961         |       | Première femme à réaliser 10 des 14 sommets de plus de 8 000 mètres d'altitude. |              |
| Mesili                    | Alain                              | France                 | 1949         |       | Ascension contestée du Fitz Roy en 1970 avec Ricardo Arzela. Beaucoup de premières en Bolivie. |              |
| Messner                   | Reinhold                           | Italie                 | 1944         |       | Premier à gravir tous les sommets de plus de 8 000 mètres d'altitude (1970–1986) sans bouteille d'oxygène. Première ascension de l'Everest sans bouteille d'oxygène avec Peter Habeler en 1978. Première ascension en solo de l'Everest en 1980. |              |
| Metzger                   | Michel                             | France                 |              |       | Premier français à atteindre le sommet de l'Everest sans oxygène, le 26 septembre 1988. |              |
| Middendorf                | John                               | États-Unis             | 1959         |       | Escalade de big wall. Première ascension du mur est des tours de Trango en 1992. |              |
| Næss                      | Arne                               | Norvège                | 1912         | 2009  | Philosophe et alpiniste. Dirige l'expédition de la première ascension du Tirich Mir en 1950. |              |
| Næss                      | Arne jr.                           | Norvège                | 1937         | 2004  | Neveu de Arne Næss. Dirige l'expédition norvégienne sur l'Everest en 1985. |              |
| Namba                     | Yasuko                             | Japon                  | 1949         | 1996  | Seconde femme japonaise à réussir les Sept Sommets. Au moment de l'ascension, femme la plus âgée ayant réalisé l'ascension de l'Everest à 47 ans en 1996. Meurt dans la descente. |              |
| Nicole                    | Fred                               | Suisse                 | 1970         |       | Nombreuses premières ascensions en bloc et en escalade sportive. |              |
| Tensing                   | Norgay                             | Népal                  | 1914         | 1986  | Sherpa. Première ascension de l'Everest en 1953 avec Edmund Hillary. |              |
| Norgay                    | Jamling Tensing                    | Népal                  | 1965         |       | Fils de Tensing Norgay. Escalade l'Everest avec le fils d'Edmund Hillary, Peter Hillary en 2003. |              |
| Norton                    | Edward Felix                       | Royaume-Uni            | 1884         | 1954  | Dirige l'expédition britannique à l'Everest de 1924 avec Mallory et Irvine. |              |
| Noyce                     | Wilfrid                            | Royaume-Uni            | 1917         | 1962  | Dans l'expédition de 1953 sur l'Everest atteint le col Sud. Mort dans le Pamir en 1962. |              |
| Oddo                      | Enzo                               | France                 | 1995         |       | Escalade dans le neuvième degré depuis l'âge de 14 ans. |              |
| O'Dowd                    | Cathy                              | Afrique du Sud         | 1968         |       | Première femme à avoir fait l'ascension de l'Everest par le nord et le sud en 1999. Quatrième ascension féminine du Lhotse en 2000. |              |
| Oh                        | Eun-Sun                            | Corée du Sud           | 1966         |       | Première femme à avoir gravi les Sept Sommets. Controverse sur les sommets de plus de 8 000 mètres d'altitude. |              |
| Oiarzabal                 | Juanito                            | Espagne                | 1956         |       | Tous les sommets de plus de 8 000 mètres d'altitude sans bouteille d'oxygène. Recordman sur 24 ascensions de sommets de plus de 8 000 mètres d'altitude. |              |
| Ondra                     | Adam                               | République tchèque     | 1993         |       | Plus jeune grimpeur sur un 9a. |              |
| Osman                     | Dan                                | États-Unis             | 1963         | 1998  | Spécialiste de l'escalade en solo intégral. Tué alors qu'il faisait du saut dans le vide avec une corde dynamique. |              |
| Oudot                     | Jacques                            | France                 | 1913         | 1953  | Participe à l'expédition française à l'Annapurna de 1950. |              |
| Outram                    | James                              | Canada                 | 1864         | 1925  | Première ascension du mont Assiniboine. |              |
| Paragot                   | Robert                             | France                 | 1927         | 2019  | Piolet d'Or carrière. Nombreuses ouvertures à Fontainebleau. Première ascension de la face Sud de l'Aconcagua, de la face Nord du Grand Capucin |              |
| Piaz                      | Giovanni Battista dit Tita         | Italie                 | 1879         | 1948  | Plusieurs premières dans les Alpes. |              |
| Pierre                    | Bernard Pierre                     | France                 | 1920         | 1997  | Premières dans les Alpes et première du Salcantay. |              |
| Poincenot                 | Jacques                            | France                 | 1923         | 1952  | Grimpeur de bloc à Fontainebleau. 3e ascension de la voie Walker aux Grandes Jorasses. Meurt dans l'expédition française au Fitz Roy. |              |
| Ratti                     | Achille                            | Italie                 | 1857         | 1922  | Élu pape sous le nom de Pie XI. Nombreuses voies ouvertes dans les Alpes. |              |
| Revol                     | Elisabeth                          | France                 | 1979         |       | A atteint le sommet du Nanga Parbat en hiver en style alpin en 2018, et a perdu son compagnon de cordée Tomek (Tomasz Mackiewicz) à la suite d'un œdème pulmonaire à son arrivée au sommet. Elle est la première femme à avoir réalisé le triplé Broad Peak - Gasherbrum I - Gasherbrum II en solitaire et sans oxygène en 2008. |              |
| Richard                   | Monique                            | Canada                 | 1975         |       | Première femme à atteindre en solo le sommet du mont Logan, première Canadienne à atteindre le sommet du Makalu. |              |
| de Savoie                 | Louis-Amédée                       | Italie                 | 1873         | 1933  | Première ascension du mont Saint Elias. |              |
| Schatz                    | Marcel                             | France                 | 1920 ou 1921 |       | Participe à l'expédition française à l'Annapurna de 1950. |              |
| de Ségogne                | Henry                              | France                 | 1901         | 1979  | Dirige la première expédition française en Himalaya en 1936. |              |
| Seigneur                  | Yannick                            | France                 | 1941         | 2001  | premier Français à avoir gravi trois sommets de plus de 8 000 mètres d'altitude. |              |
| Steger                    | Hans                               | Allemagne              | 1907         | 1989  | Premières dans les Dolomites |              |
| Tabei                     | Junko                              | Japon                  | 1939         |       | Première ascension féminine de l'Everest; Première à terminer les listes de Sept Sommets de Bass et de Messmer. |              |
| Taistra                   | Aleksandra                         | Pologne                | 1982         |       | Quatrième femme à grimper un 8c. |              |
| Tasker                    | Joe                                | Royaume-Uni            | 1948         | 1982  | Dunagiri, Kanchenjunga, mur ouest du Changabang ; meurt sur l'Everest (mai 1982). |              |
| Terray                    | Lionel                             | France                 | 1921         | 1965  | Première ascension du Makalu et du Fitz Roy. Deuxième ascension de la face nord de l'Eiger. |              |
| Terzyul                   | Vladislav                          | Ukraine                | 1953         | 2004  | Controverse sur sa réalisation des sommets de plus de 8 000 mètres d'altitude. |              |
| Thaw                      | Kevin                              | Royaume-Uni            | 1967         |       | Ascensions dans l'Himalaya et le Yosemite. |              |
| Thivierge                 | Francois-Guy                       | Canada                 | 1964         |       | Alpiniste canadien, 7 sommets en 2 ans en 10 mois, ski les 2 pôles, guide de montagne, fondateur du premier centre d'escalade au Québec Canada 1993. Plus de 150 premières. Auteur du livre Aux Sommets, conférencier et aventurier professionnel |              |
| Tichy                     | Herbert                            | Autriche               | 1912         | 1987  | Première ascension du Cho Oyu en 1954. |              |
| Tilman                    | Bill                               | Royaume-Uni            | 1898         | 1977  | Explore, grimpe en Afrique et dans l'Himalaya. Première ascension du Nanda Devi. |              |
| Trenker                   | Luis                               | Italie                 | 1892         | 1990  | Alpiniste, réalisateur et écrivain. |              |
| Troillet                  | Jean                               | Canada/Suisse          | 1948         |       | 10 sommets de plus de 8 000 m en style alpin et sans apport d'oxygène. |              |
| Trotter                   | Sonnie                             | Canada                 | 1979         |       | Grimpeuse connue pour le trad climbing. |              |
| Tuckett                   | Francis Ford                       | Royaume-Uni            | 1834         | 1913  | Première ascension de Aletschhorn (1859). |              |
| Tullis                    | Julie                              | Royaume-Uni            | 1939         | 1986  | Broad Peak en 1984 et K2 en 1986; meurt dans la descente du K2. |              |
| Twight                    | Mark                               | États-Unis             | 1962         |       | Partisan d'un style léger et rapide. |              |
| Tyndall                   | John                               | Royaume-Uni            | 1820         | 1893  | Tentative sur le Cervin, première ascension du Weisshorn (1861). |              |
| Ullman                    | James Ramsey                       | États-Unis             | 1908         | 1971  | Auteur et alpiniste. |              |
| Uluocak                   | Ugur                               | Turquie                | 1962         | 2003  | Alpiniste, photographe et éditeur. Meurt sur le mont Alarcha au Kyrgyzstan. |              |
| Um                        | Hong-gil                           | Corée du Sud           | 1960         |       | Onzième personne à grimper tous les sommets de plus de 8 000 mètres d'altitude. Première à grimper les 16 plus haut sommets. |              |
| Unsoeld                   | Willi                              | États-Unis             | 1926         | 1979  | Première ascension de l'Everest par l'arête ouest en 1963. Meurt sur le mont Rainier en 1979. |              |
| Unterkircher              | Karl                               | Italie                 | 1970         | 2008  | L'Everest et le K2 la même année sans oxygène. Meurt sur le Nanga Parbat. |              |
| Uemura                    | Naomi                              | Japon                  | 1941         | 1984  | Première ascension hivernale du mont McKinley durant laquelle il meurt. |              |
| Vajpai                    | Arjpan                             | Inde                   | 1993         |       | Grimpe l'Everest le 22 mai 2010, le Lhotse le 20 mai 2011 et le Manaslu le 4 octobre 2011. |              |
| Vallejo                   | Ivan                               | Équateur               | 1959         |       | quatorzième personne à escalader tous les sommets de plus de 8 000 mètres d'altitude (7 sans bouteille d'oxygène). |              |
| Vallençant                | Patrick                            | France                 | 1946         | 1989  | Alpiniste, skieur et pionnier du ski-alpinisme. |              |
| Vaucher                   | Michel                             | Suisse                 | 1936         | 2008  | Première du Dhaulagiri. |              |
| Vaucher                   | Yvette                             | Suisse                 | 1929         |       | Première de la voie Nord du Cervin. |              |
| Viesturs                  | Ed                                 | États-Unis             | 1959         |       | Premier américain à escalader tous les sommets de plus de 8 000 mètres d'altitude (6 sans bouteille d'oxygène). |              |
| Vörg                      | Ludwig                             | Allemagne              | 1911         | 1941  | Première ascension de la face nord de l'Eiger en 1938. |              |
| Wiesinger                 | Paula                              | Italie                 | 1907         | 2001  | Premières dans les Dolomites. Championne de ski alpin |              |
| Yadav                     | Santosh                            | Inde                   | 1969         |       | Agent à la police de frontière indo-tibétaine. Première femme à avoir escaladé l'Everest deux fois en moins d'une année (1992 et 1993). |              |
| Yates                     | Simon                              | Royaume-Uni            | 1963         |       | Partenaire de Joe Simpson dans la face ouest de la Siula Grande en 1985, sujet de La Mort suspendue. |              |
| Yongfeng                  | Wang                               | Chine                  | 1963         |       | Moitié du premier couple chinois ayant réalisé les Sept Sommets avec Li Zhixin. |              |
| Yoshizawa                 | Ichiro                             | Japon                  | 1903         | 1998  | grimpeur et écrivain ; K2 en 1977. |              |
| Young                     | Geoffrey Winthrop                  | Royaume-Uni            | 1876         | 1958  | Première ascension de la face sud du Täschhorn, nouvel itinéraire sur le versant nord-ouest du Weisshorn, traversée des Grandes Jorasses. |              |
| Zhixin                    | Li                                 | Chine                  | 1962         |       | Moitié du premier couple chinois ayant réalisé les Sept Sommets avec Wang Yongfeng. |              |
| Żuławski                  | Jerzy                              | Pologne                | 1874         | 1915  | Philosophe, écrivain de sciences-fictions et alpiniste polonais vivant à Zakopane dont les trois fils ont hérité de sa passion pour l'alpinisme. |              |
| Żuławski                  | Marek                              | Pologne                | 1908         | 1985  | Peintre, artiste graphique et écrivain polonais, fils aîné de Jerzy Żuławski et passionné d'alpinisme. |              |
| Żuławski                  | Juliusz                            | Pologne                | 1910         | 1989  | Poète et essayiste polonais, né à Zakopane, fils de Jerzy Zulawski; Alpiniste ayant écrit à propos du Tatras. |              |
| Żuławski                  | Wawrzyniec Jerzy                   | Pologne                | 1916         | 1957  | Compositeur, critique et professeur de musique polonais. Dernier fils de Jerzy Żuławski. Né à Zakopane. Il meurt sur le mont Blanc durant une mission de secours. |              |
| Zurbriggen                | Matthias                           | Suisse                 | 1856         | 1917  | Première ascension de l'Aconcagua (1897). |              |

## M

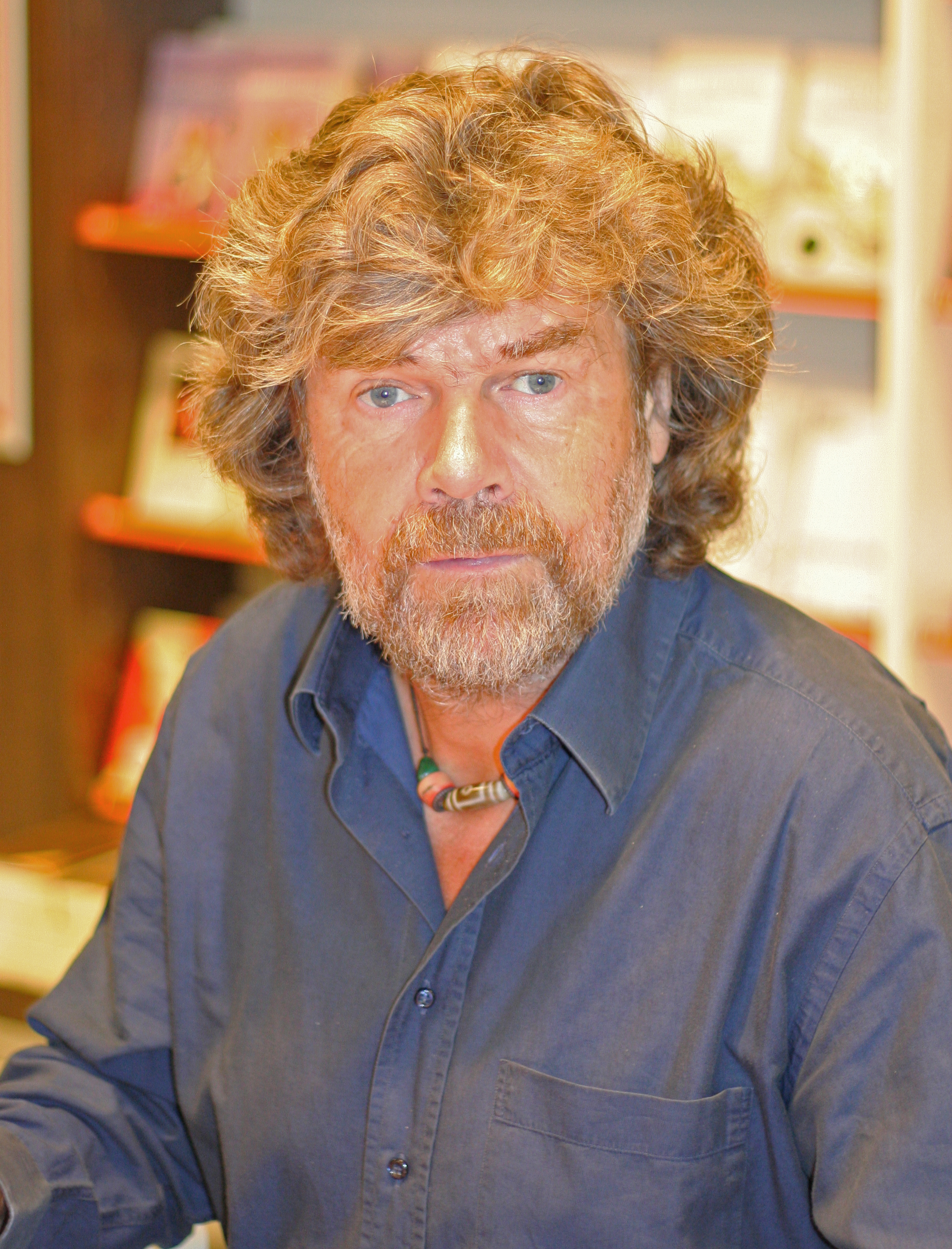
Reinhold Messner

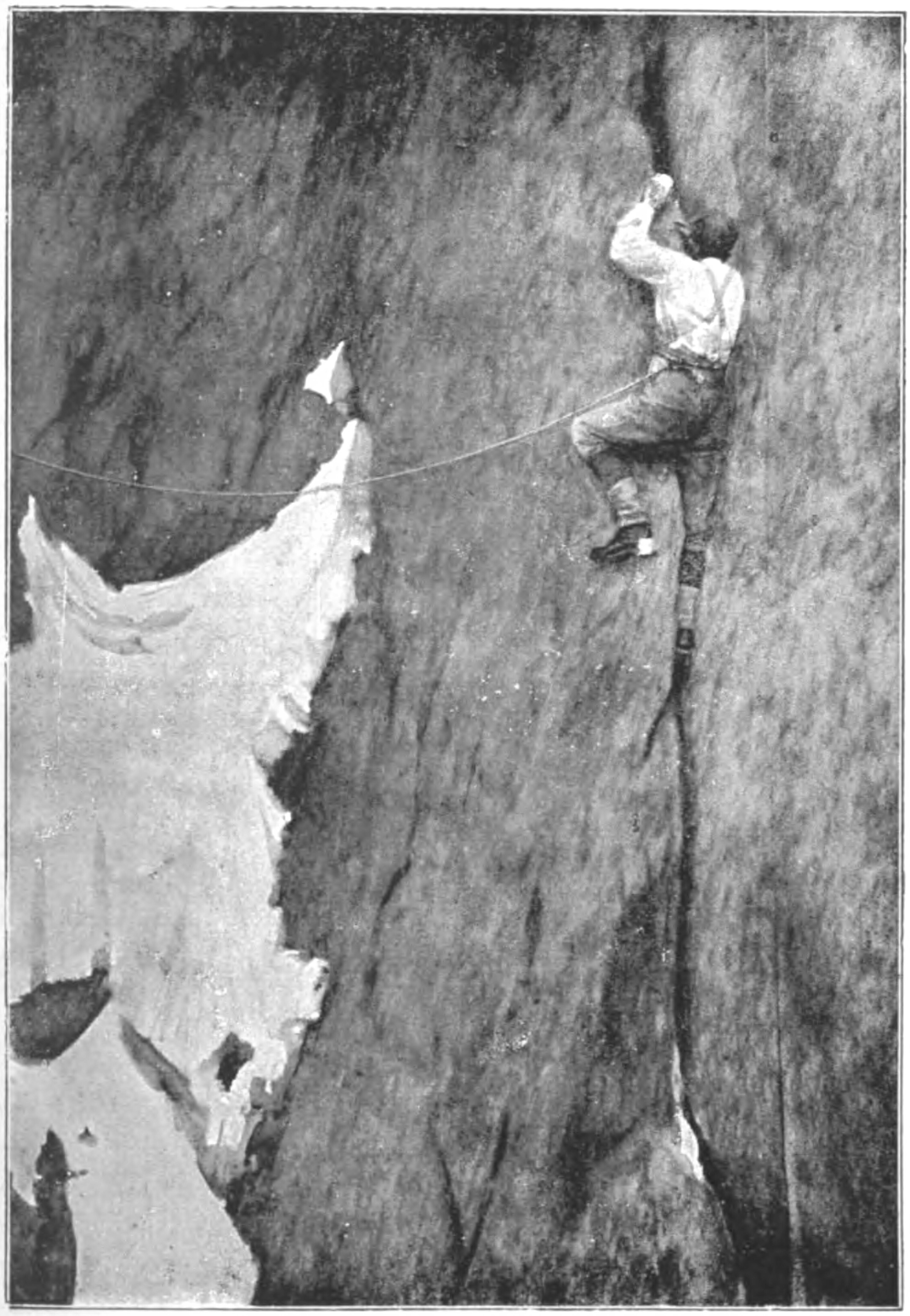
Albert F. Mummery

- Tahar Manaï (né en 1988) Tunisie. Premier Tunisien au sommet de l'Everest
- Philippe Martinez

- Musa Ibrahim (né en 1979) Bangladesh. Premier Bangladais au sommet de l'Everest.
- Jerry Moffatt (né en 1963) Britannique. Pratiquant d'escalade et de bloc.
- Gwen Moffat (né en 1924) Britannique. Auteur de Space Below My Feet en 1961.
- Silvio Mondinelli (né en 1968) Italie. Treizième personne à escalader tous les sommets de plus de 8 000 mètres d'altitude (6 sans bouteille d'oxygène).
- Ben Moon (né en 1966) Britannique. Pratiquant d'escalade et de bloc.
- A. W. Moore (1841–1887) Britannique. Premières ascensions du Gross Fiescherhorn, de la barre des Écrins, du Piz Roseg et de l'Ober Gabelhorn
- Simon Moore (né en ?) Irlande. Escalade de big wall et de bloc. Première ascension irlandaise d'un E9.
- Fritz Moravec (1922–1997) Autriche. Première ascension du Gasherbrum II en 1956.
- Piotr Morawski (1976–2009) Pologne. Nombreux sommets de plus de 8 000 mètres d'altitude. Meurt durant une expédition sur le Dhaulagiri et le Manaslu.
- Nea Morin (1905–1986) Britannique. Grimpeur et alpiniste.
- Simone Moro (né en 1967) Italie. Lhotse en 1994, Shishapangma en 1996, Everest en 2000 et en 2002, Cho Oyu en 2002. Plusieurs premières hivernales en style alpin sur les 8 000 m: Shishapangma en 2005, Makalu en 2009 et Gasherbrum II en 2011.
- Patrick Morrow (né en 1952) Canada. Premier à compléter la liste de Bass et de Messner des Sept Sommets en 1986.
- Tomáš Mrázek (né en 1982) République tchèque. Grimpeur, champion du monde 2003, 2005, gagnant de la coupe du monde en 2004.
- John Muir (1838–1914) Écosse. Alpiniste. Sommets en Californie et Alaska.
- Norrie Muir (né en 1948) Écosse. Nombreuses premières ascensions en Écosse.
- Albert F. Mummery (1855–1895) Britannique. Pionnier des ascensions dans les Alpes et l'Himalaya, tué sur le Nanga Parbat.
- Don Munday (1890–1950) Canada. alpiniste et explorateur, mari de Phyllis Munday, explore la région autour du mont Waddington.
- Phyllis Munday (1894–1990) Canada. alpiniste et explorateur. Explore la région autour du mont Waddington.

## P

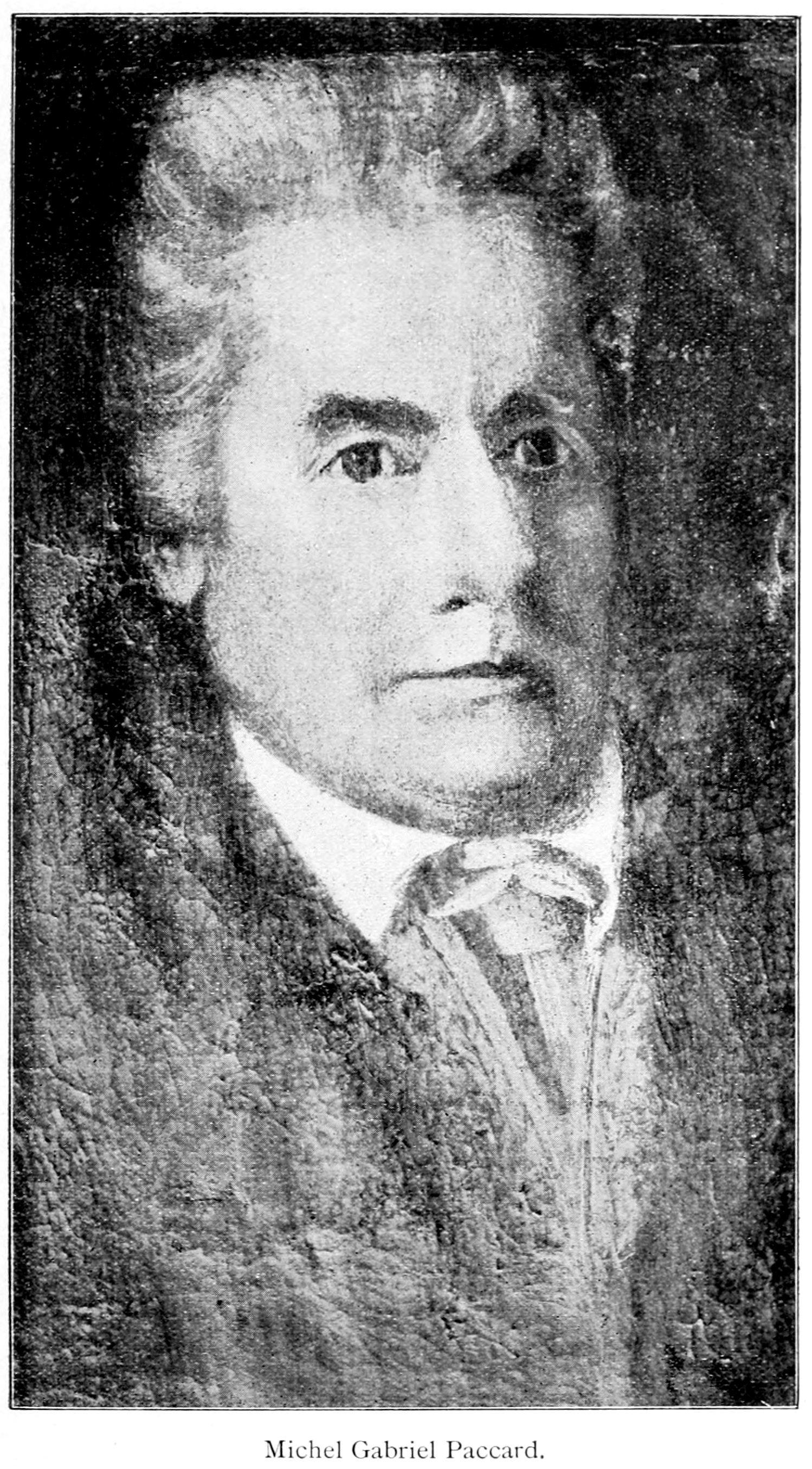
Michel Paccard

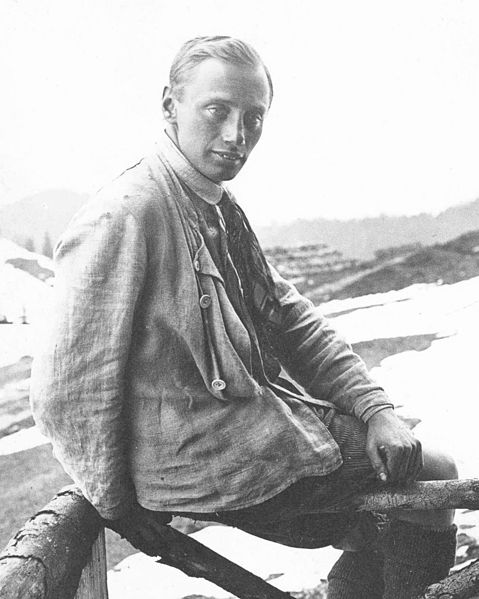
Paul Preuss

- Michel Paccard (1757–1827) France. Première ascension du mont Blanc en 1786.
- Bachendri Pal (née en 1954) Première ascension féminine indienne et cinquième ascension féminine de l'Everest.
- Tsewang Paljor (1968–1996) Inde. Meurt sur l'Everest en 1996 dans le désastre de l'Everest de 1996.
- Marie Paradis (1757–1827) France. Première ascension féminine du mont Blanc (1809).
- Young Seok Park (né en 1963) Corée du Sud. Deuxième temps pour la totalité des sommets de plus de 8 000 mètres d'altitude.
- Elizabeth Parker (1856–1944) Canada. Journaliste et alpiniste.
- Chris Webb Parsons (né en 1985) Anglo-Australien. Pratiquant d'escalade et de bloc.
- Edurne Pasaban (né en 1973) Espagne. Première femme à gravir tous les sommets de plus de 8 000 mètres d'altitude.
- Pasang Lhamu Sherpa (1961–1993) Première népalaise au sommet de l'Everest, meurt dans la descente en 1993.
- Tom Patey (1932–1970) Britannique. Première ascension de Tour de Mustagh (1956) et Am Buachaille (1968). Meurt dans un accident de rappel. Auteur de One Man's Mountains.
- Julius von Payer (1841–1915) Autriche/République tchèque. Explorateur des pôles. De nombreuses premières ascensions dans le massif Adamello-Presanella et dans celui de l'Ortles dans les années 1860.
- Annie Smith Peck (1850–1935) Américaine. Alpiniste.
- William Penhall (1858–1882) Britannique. Première ascension de la face ouest du Cervin.
- Kevin Perez (né en 1983) Américain. Pratiquant d'escalade et de bloc.
- Jim Perrin (né en 1947) Britannique. Plus de 200 premières ascensions en Grande-Bretagne.
- Oliver Perry-Smith (1884–1969) Américain. Escalade dans le Suisse saxonneet les Dolomites.
- Pétrarque (1304–1374) Italie. Ascension du mont Ventoux en 1336.
- Elfrida Pigou (1911–1960) Grimpeuse canadienne, découvre le site du crash du vol 810 de Trans-Canada Air Lines meurt sur le mont Waddington.
- Burçak Özoğlu Poçan (née en 1970) Turquie. Première femme turque au-dessus de 8 000 m en 2005.
- Klára Poláčková (né en 1978) Première femme tchèque à faire l'ascension de l'Everest.
- Dean Potter (né en 1972) Américain. El Capitan en solo en 4 heures 17 ; El Capitan et le Half Dome en une journée.
- Charles Marshall Pratt, dit Chuck Pratt (1939-2000) Américain. Pionnier des Big walls du Yosemite dans les années 1960.
- Paul Preuss (1886–1913) Autriche. Pionnier de l'escalade libre. Escalade 1200 sommets dans sa vie.
- Paul Pritchard (né en 1967) Britannique. Escalade.
- Hristo Prodanov (1943–1984) Bulgarie Lhotse en solo en 1981 et l'Everest en solo en 1984, meurt dans la descente.
- Bonnie Prudden (né en 1914). Pionnier de l'escalade. 30 premières ascensions dans le Shawangunk Ridge.
- Karl Prusik (1896–1961) Autriche. Introduit le nœud de Prusik.
- Ramón Julián Puigblanque (né en 1981) Espagne. Escalade.
- Ludwig Purtscheller (1849–1900) Première ascension du Kilimanjaro en 1889.

## R

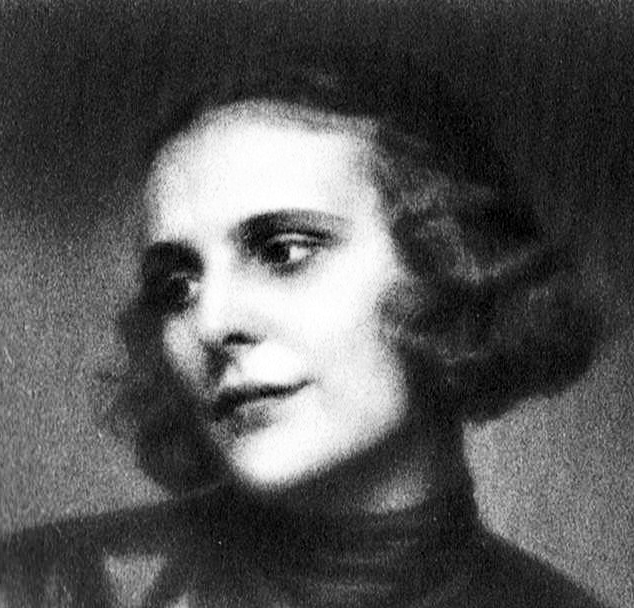
Leni Riefenstahl

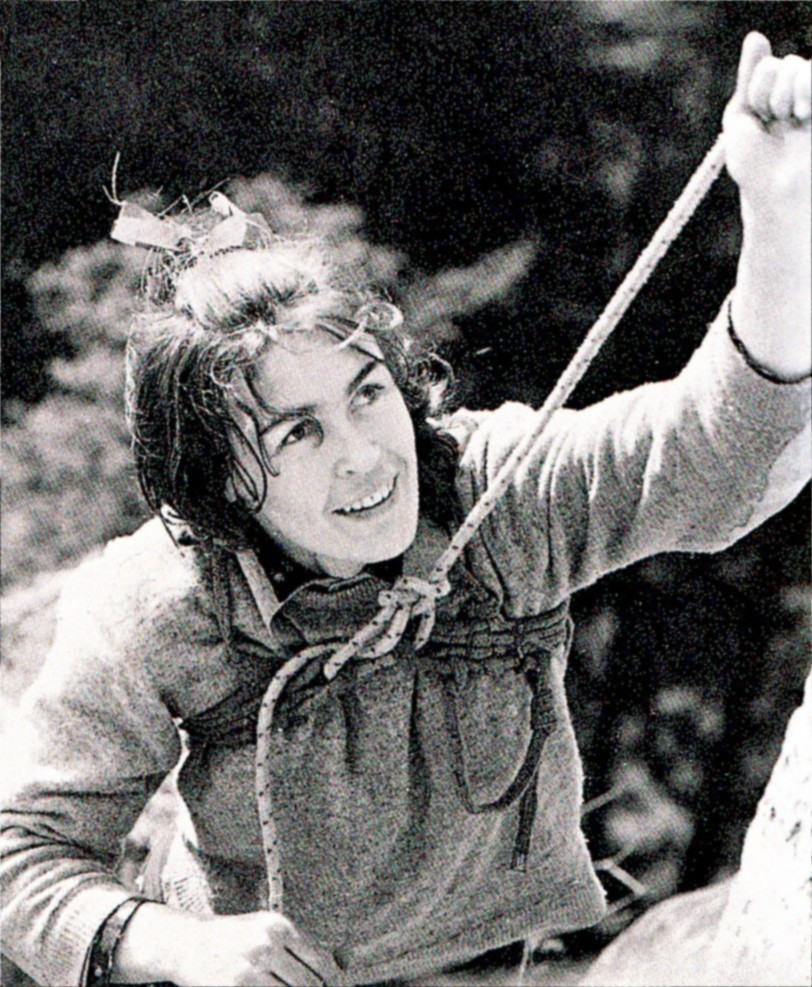
Wanda Rutkiewicz

- Brooke Raboutou (né en 2001) Franco-américaine. Au moment de sa répétition de Welcome to Tijuana à Rodellar, la plus jeune personne à avoir réalisé un 8c/5.14b[13],[14].
- Aron Ralston (né en 1975) Américain. Le film 127 heures est basé sur son autobiographie.
- Lisa Rands (né en 1975) Américaine. Pratiquante d'escalade et de bloc.
- Michael Reardon (1974–2007) Américain. Pratiquant d'escalade en solo intégral et réalisateur de film.
- Dave Rearick (né en 1934) Américain. Grimpe le Diamond sur le Longs Peak en 1960.
- Gaston Rébuffat (1921–1985) France. Expédition en 1950 dans l'Annapurna, premier à grimper les six grandes faces nord des Alpes. Guide de haute montagne et auteur.
- Ernst Reiss (né en 1920) Suisse. Première ascension du Lhotse en 1956.
- Monique Richard (née en 1975) Canadienne. Première femme à atteindre en solo le sommet du mont Logan, première Canadienne à atteindre le sommet du Makalu.
- Dorothy Pilley Richards (1894–1986) Britannique. Auteur de Climbing Days en 1935.
- Katharine Richardson (1854–1927) Britannique. Alpiniste dans les Alpes dans les années 1880.
- Leni Riefenstahl (1902–2003) Allemagne. Réalisatrice, actrice et alpiniste.
- Rick Ridgeway (né en 1950) Américain. Auteur, réalisateur, photographe, membre de la première équipe à atteindre le sommet du K2[15].
- Ang Rita (né en 1948) Sherpa. Grimpe l'Everest dix fois sans bouteille d'oxygène.
- Alain Robert (né en 1962) France. Grimpeur notamment de gratte-ciel.
- David Roberts (né en ?) Américain. Auteur, première ascension du Wickersham Wall sur le mont McKinley et première d'autres sommets en Alaska.
- Royal Robbins (né en 1935) Américain. Grimpeur, pionnier de l'escalade moderne dans le Yosemite dans les années 1950.
- Paul Robinson (né en 1987) Américain. Pratiquant d'escalade et de bloc.
- André Roch (1906–2002), Suisse. Tentative sur l'Everest en 1952, beaucoup de premières ascensions dans les Alpes et en Asie.
- Beth Rodden (née en 1980) Américaine. Grimpeuse.
- Jordan Romero (né en 1996) Américain. Devient à 13 ans et 10 mois le plus jeune à gravir l'Everest le 22 mai 2010[16].
- Steve Roper (né en ?) Écrivain de guide. Éditeur de Ascent.
- Fred Rouhling (né en 1970) France. Grimpeur, notable pour sa proposition en 1995 de la cotation 9b pour Akira.
- Alan Rouse (1951–1986) Britannique. Ascension en solo dans de nombreuses routes difficiles ; meurt dans la descente du K2 en 1986.
- Galen Rowell (1940–2002) Américain. Photographe et alpiniste, première ascension en un jour du mont McKinley et du Kilimanjaro, première ascension de la grande Tours de Trango.
- Henry Russell (1834–1909) France/Irlande. Nombreuses premières ascensions dans les Pyrénées.
- Wanda Rutkiewicz (1943–1992) Pologne. Nombreux sommets de plus de 8 000 mètres d'altitude. Meurt en tentant l'ascension du Kangchenjunga.

## S

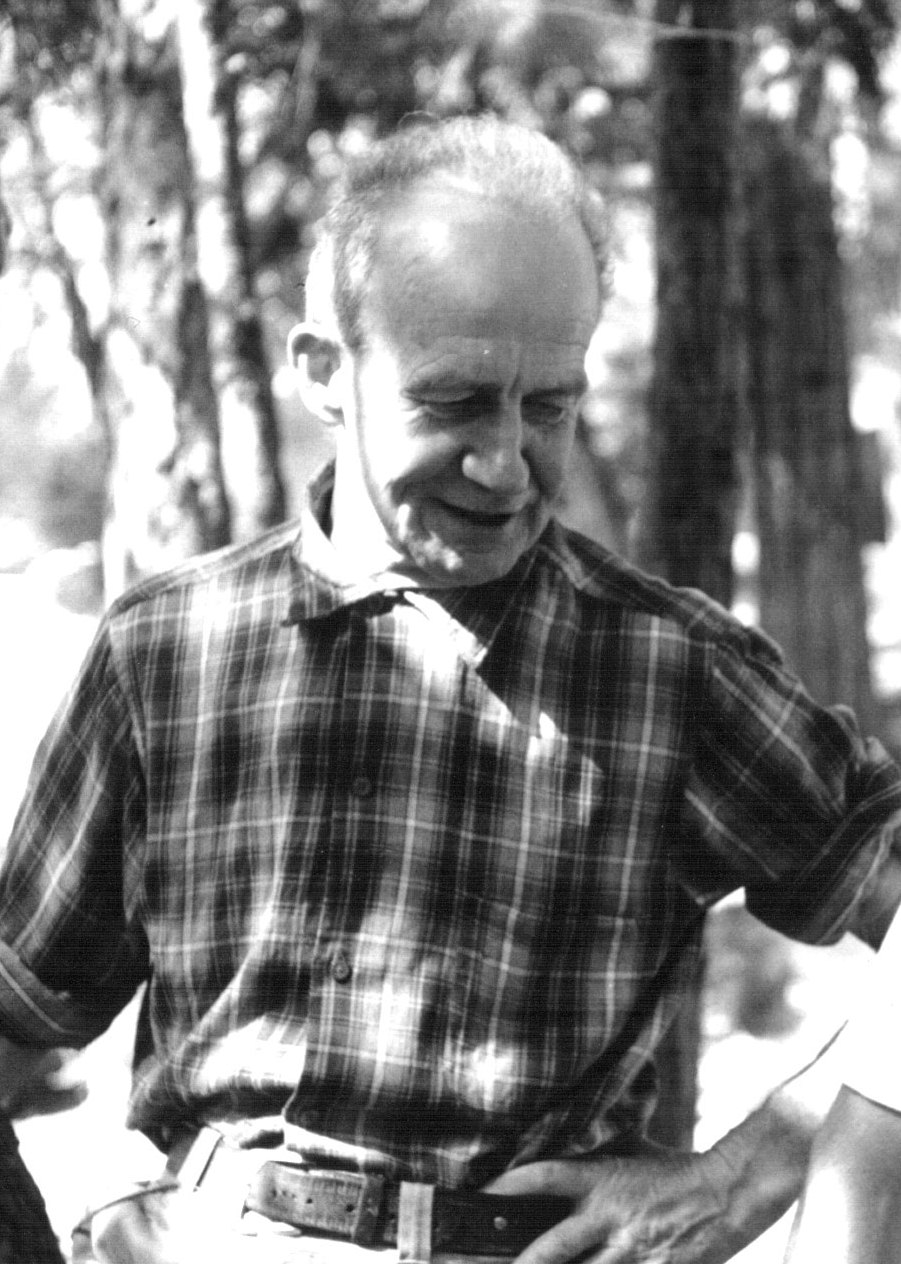
John Salathé

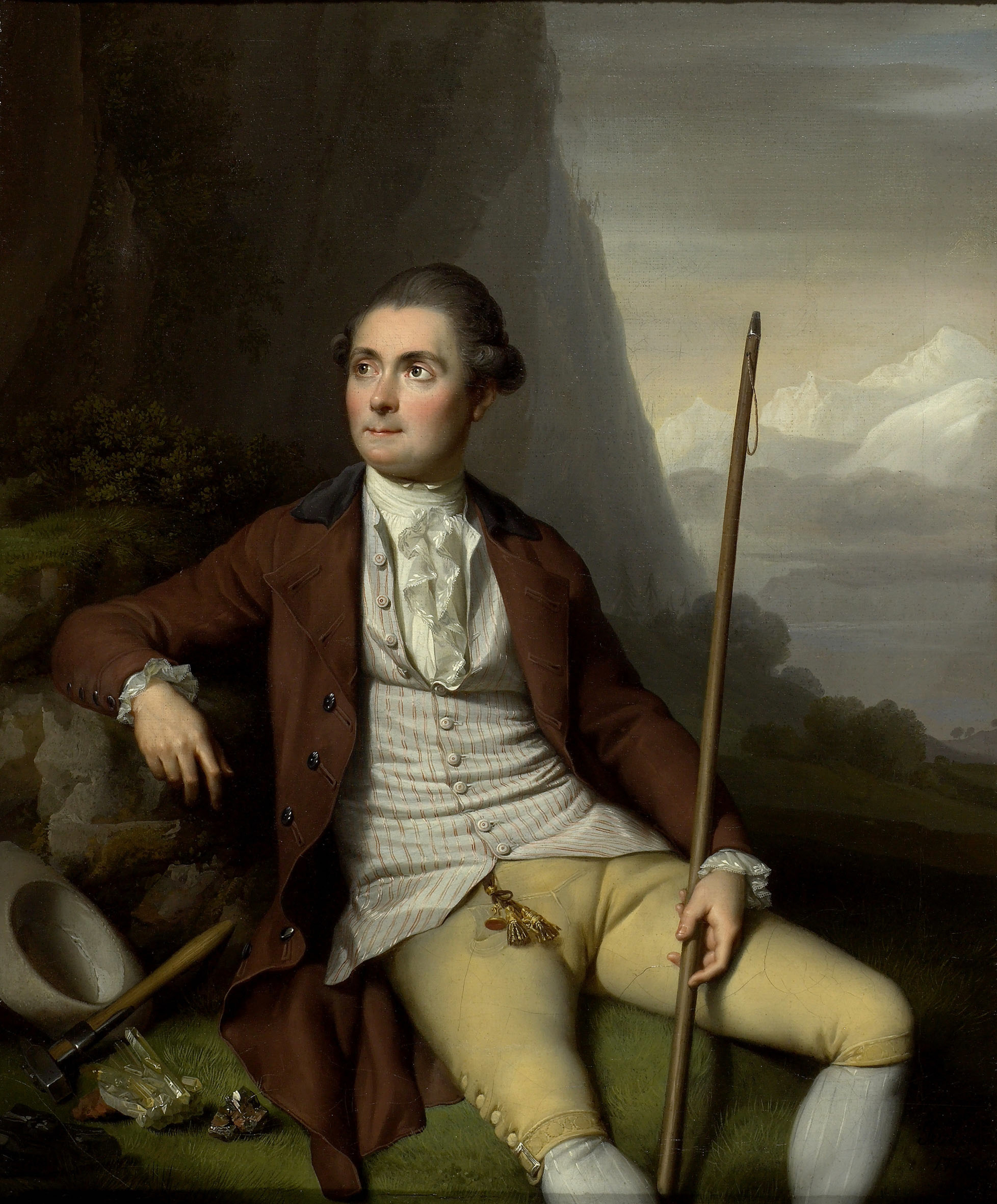
Horace-Bénédict de Saussure

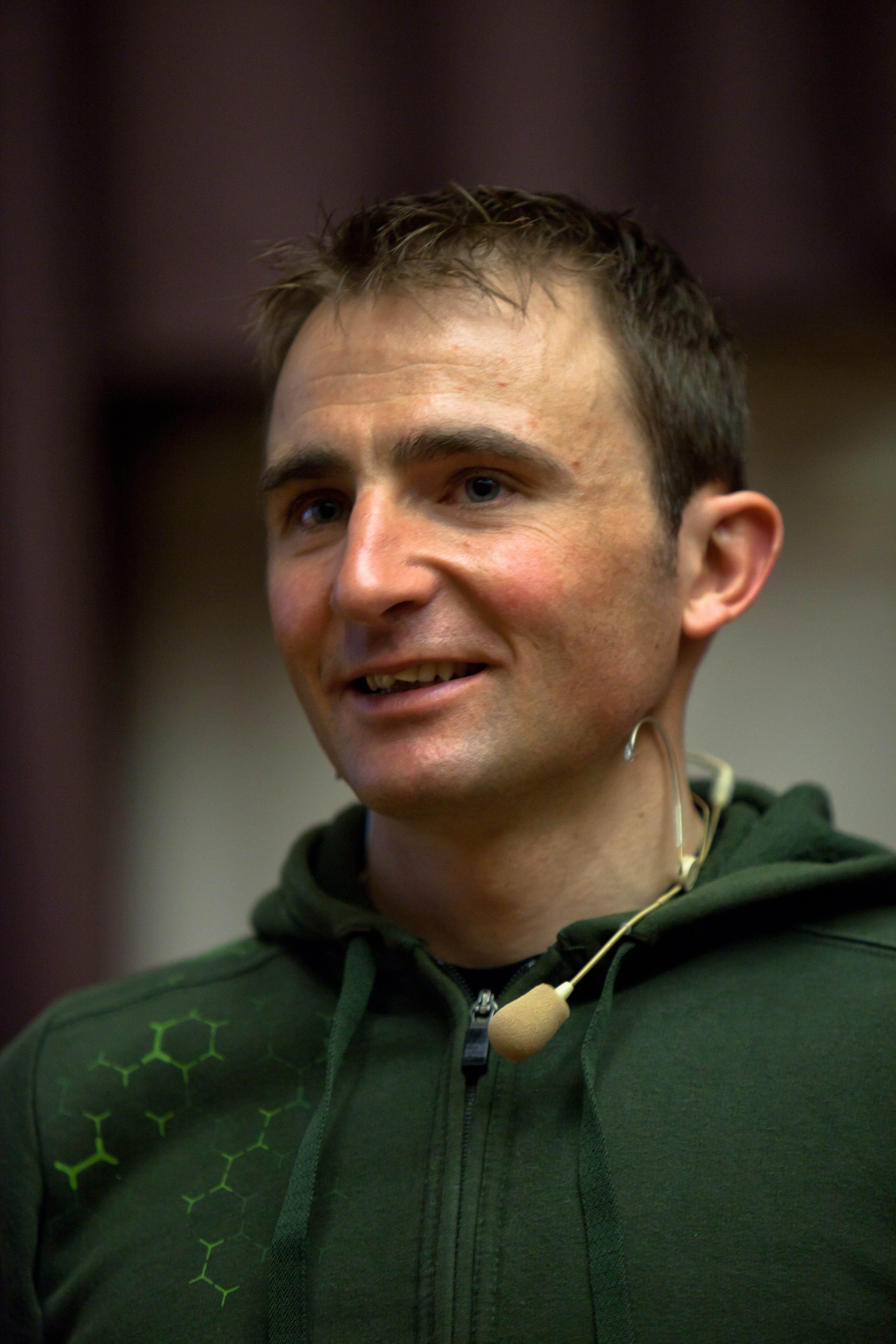
Ueli Steck

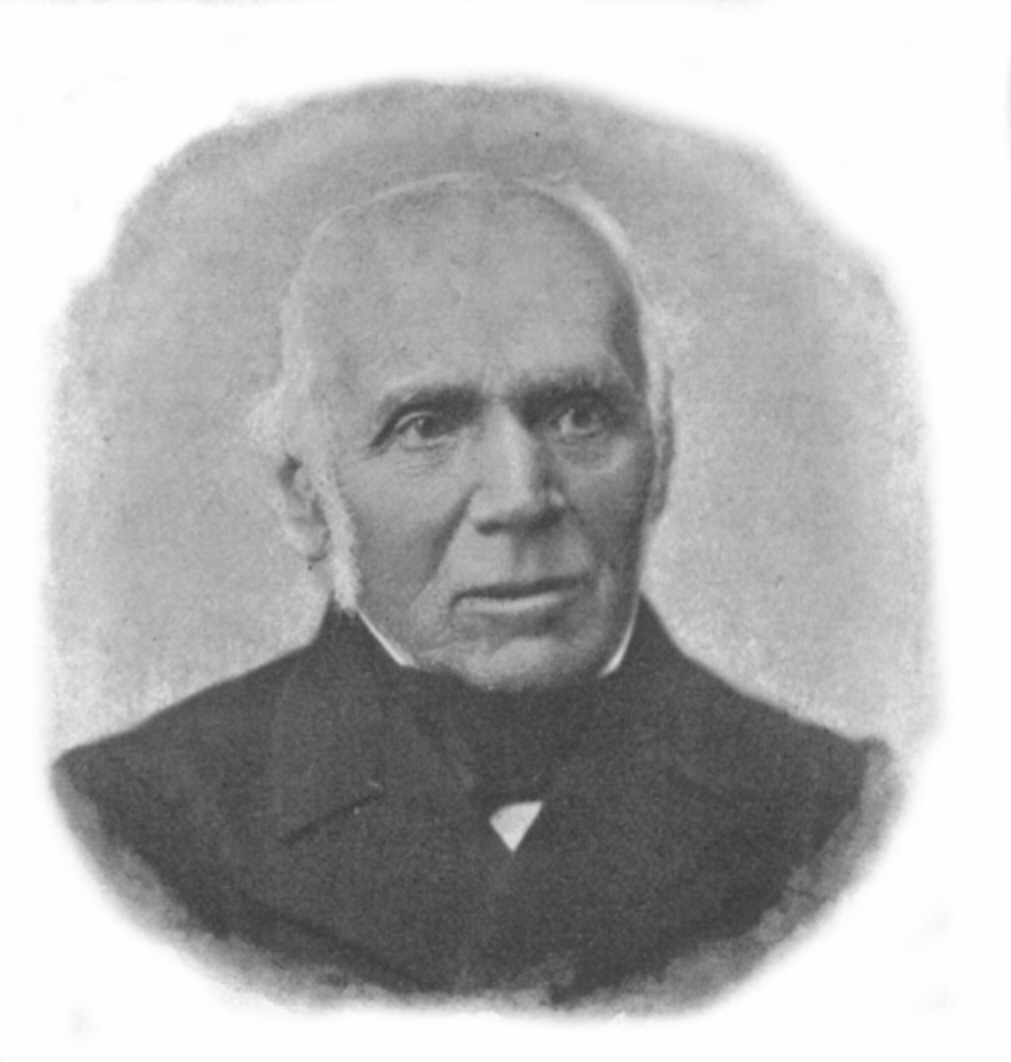
Gottlieb Samuel Studer

- Nazir Sabir (né en ?) Pakistan. Premier pakistanais à gravir l'Everest.
- John Salathé (1900–1993) Suisse/Américain. Pionnier de l'escalade dans le parc national de Yosemite, inventeur du piton moderne.
- Sylvain Sarthou (19-?), Français, nombreuses premières dans les Pyrénées (Ansabère, Tozal del Mallo), première du mont Huntington (Alaska) avec Lionel Terray (1964)
- Horace-Bénédict de Saussure (1740–1799) France. Troisième ascension du mont Blanc en 1787, finança la première.
- Marcus Schmuck (1925–2005) Autriche. Première ascension du Broad Peak. Première ascension du Skil Brum.
- Peter Schoening (1927–2004) Américain. Premières ascensions du Gasherbrum I et du mont Vinson. Sauve 5 alpinistes sur le K2 en 1953[17].
- Doug Scott (né en 1941) Britannique. Sept Sommets. Premières ascensions de la face sud-ouest de l'Everest, du Baintha Brakk (descend avec les chevilles cassées), du Kangchenjunga et du Nuptse.
- Vittorio Sella (1859–1943) Italie. Photographe et alpiniste.
- Chris Sharma (né en 1981) Américain. Grimpeur. Mis en avant dans de nombreux films d'escalade.
- John Sherman (né en 1959) Américain. Inventeur du système de cotation de bloc "V".
- Apa Sherpa (né au début des années 1960) Nepal. Recordman des ascensions de l'Everest (20 en 2010).
- Pasang Lhamu Sherpa (1961–1993) Népal. Première femme népalaise à gravir l'Everest, meurt durant la descente.
- Pemba Dorjie Sherpa (né en ?) Népal. Ascension la plus rapide de l'Everest en 2003.
- Pemba Doma Sherpa (1970–2007) Népal. Première femme népalaise à gravir la face nord de l'Everest. Meurt sur le Lhotse.
- Eric Shipton (1907–1977) Britannique. Première ascension du Kamet.
- William Shockley (1910–1989) Américain. Prix Nobel de physique en 1956, figure de l'eugénisme. Première ascension de Shockleys Ceiling dans les Gunks en 1953.
- Joe Simpson (né en 1960) Britannique. Survécu à une chute dans Siula Grande. Auteur de Touching the Void.
- Todd Skinner (1958–2006) Américain. Grimpeur. Première ascension en libre de Salathe Wall. Meurt sur la Leaning Tower dans le Yosemite.
- Cecilie Skog (né en 1974) Norvège. Première femme à gravir les Sept Sommets et atteindre les deux pôles. Everest et K2.
- Laurie Skreslet (né en 1949) Canada. Premier Canadien au sommet de l'Everest en 1982.
- William Cecil Slingsby (1849–1929) Britannique. Première ascension du Store Skagastølstind en 1876. Pionnier de l'alpinisme norvégien.
- Frank Smythe (1900–1949) Britannique. Première ascension du Kamet en 1931 avec Shipton, R Holdsworth et Lewa Sherpa. Atteint 8 565 m sur l'Everest en 1933 sans bouteille d'oxygène[18].
- Dermot Somers Irlande. Grimpeur et auteur[19].
- Carlos Soria Fontán (né en 1939) Espagne. Le seul alpiniste ayant escalader neuf des sommets de plus de 8 000 mètres d'altitude après l'âge de 60 ans.
- William Grant Stairs (1863–1892) Canada. Premier non-Africain à grimper dans la chaîne du Ruwenzori.
- Allen Steck (né en 1926) Américain. alpiniste et grimpeur.
- Ueli Steck (1976-2017) Suisse. Escalade en solo intégral la face nord de l'Eiger en 2 h 47 min 33 s en 2008.
- Leslie Stephen (1832–1904) Britannique. Auteur et alpiniste. Première ascension du Schreckhorn, du monte Disgrazia, du Zinalrothorn.
- Edward Lisle Strutt (1874–1948) Britannique. Leader de l'expédition britannique à l'Everest de 1922.
- Gottlieb Samuel Studer (1804–1890) Suisse. Première ascension du Wildhorn en 1843. Membre fondateur du Club Alpin Suisse.

## W

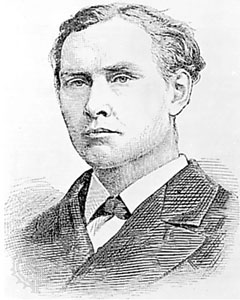
Edward Whymper

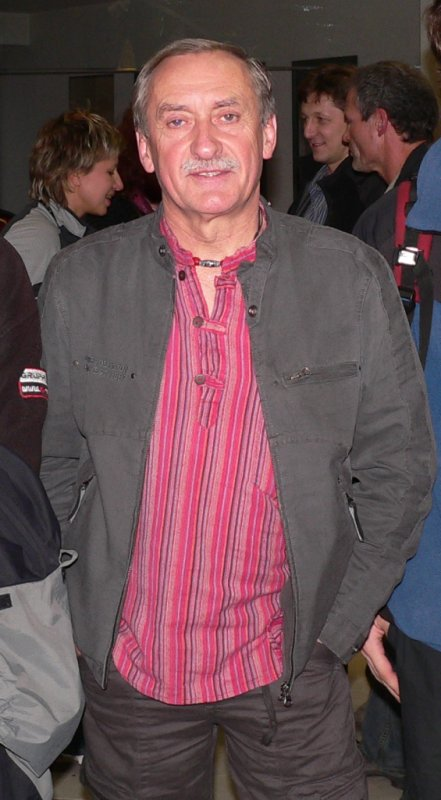
Krzysztof Wielicki

- Horace Walker (1838–1908) Britannique. Première ascension du Elbrouz, des Grandes Jorasses, de la Barre des Écrins, de l'Obergabelhorn.
- Lucy Walker (1836–1916) Britannique. Première ascension féminine du Cervin en 1871.
- Bradford Washburn (1910–2007) Américain. Troisième ascension du mont McKinley.
- Barbara Washburn (1914–2014) Américaine. Première ascension de mont Bertha, première ascension féminine du mont McKinley en 1947.
- Willo Welzenbach (1899-1934) Allemand. Première échelle de cotation des voies d'escalade. Il trouve la mort lors de l'expédition allemande au Nanga Parbat en 1934.
- Don Whillans (1933–1985) Britannique. Première ascension de l'Annapurna par la face sud en 1970.
- Rick White (1946–2004) Australie. Escalade, développe le site de Frog Buttress en 1968.
- Jim Whittaker (né en 1929) Américain. Première ascension américaine de l'Everest en 1963.
- Lou Whittaker (né en 1929) Américain. Guide sur le mont Rainier.
- Edward Whymper (1840–1911) Britannique. Première ascension du Cervin (1865), Première ascension du Chimborazo (1880).
- Jim Wickwire (né en 1940) Américain. K2 (1978) (bivouac près du sommet).
- Krzysztof Wielicki (né en 1950) Pologne. Première ascension hivernale de l'Everest ; Cinquième personne à gravir tous les sommets de plus de 8 000 mètres d'altitude.
- Karl Wien (1906–1937) Allemagne. Dirige l'expédition sur le Nanga Parbat en 1937, sans succès.
- Fritz Wiessner (1900–1988) Américain. Né à Dresde, émigre aux États-Unis ; pionnier de l'escalade libre ; expédition au K2 en 1939.
- Walter Wilcox (1869–1949) Américain. Explorateur des Rocheuses canadiennes.
- George Willig (né en 1949) Américain. Escalade la tour sud du World Trade Center.
- Fritz Wintersteller (né en 1927) Autriche. Première ascension du Broad Peak en 1957 et du Skil Brum en 1957.
- Ian Woodall (né en 1956) Britannique. Escalade l'Everest plusieurs fois.
- Fanny Bullock Workman (1859–1925) Américain. Géographe, cartographe et alpiniste, notamment dans l'Himalaya.